# Ronaldo (cầu thủ bóng đá Brasil)
Ronaldo Luís Nazário de Lima (phát âm tiếng Bồ Đào Nha: [ʁoˈnawdu ˈlwis nɐˈzaɾju dʒi ˈɫĩmɐ]; sinh ngày 18 tháng 9 năm 1976), thường được biết đến với tên gọi Ronaldo, là một doanh nhân kiêm cựu cầu thủ bóng đá chuyên nghiệp người Brasil từng thi đấu ở vị trí tiền đạo, hiện đang là chủ tịch của câu lạc bộ La Liga Real Valladolid. Được mệnh danh là  O Fenômeno  ("Người ngoài hành tinh") và R9, anh được đánh giá là một trong những cầu thủ vĩ đại nhất mọi thời đại. Là một tiền đạo đa năng, Ronaldo là người có ảnh hưởng lớn đến thế hệ tiền đạo sau này. Các giải thưởng cá nhân của anh bao gồm ba lần được vinh danh là Cầu thủ xuất sắc nhất năm của FIFA và giành được hai giải Quả bóng vàng.
Ronaldo bắt đầu sự nghiệp cầu thủ tại Cruzeiro và chuyển đến PSV vào năm 1994. Anh gia nhập Barcelona vào năm 1996 với mức phí chuyển nhượng kỷ lục thế giới vào thời điểm đó, và ở tuổi 20, anh được vinh danh là Cầu thủ xuất sắc nhất năm 1996 của FIFA, anh trở thành người trẻ nhất nhận giải. Năm 1997, Inter Milan phá kỷ lục thế giới với Ronaldo, đưa anh trở thành cầu thủ đầu tiên kể từ Diego Maradona hai lần phá kỷ lục chuyển nhượng thế giới. Ở tuổi 21, anh nhận Quả bóng vàng 1997, và anh tiếp tục là người trẻ nhất nhận giải. Ở tuổi 23, Ronaldo đã ghi hơn 200 bàn thắng cho câu lạc bộ và đội tuyển quốc gia, tuy nhiên sau ca chấn thương đầu gối và quá trình hồi phục, anh đã không thi đấu trong gần ba năm. Ronaldo gia nhập Real Madrid năm 2002 và giành chức vô địch La Liga 2002–03. Anh đã chơi ở A.C. Milan và Corinthians trước khi giải nghệ vào năm 2011 vì chấn thương.
Ronaldo đã chơi cho đội tuyển Brazil 98 trận, ghi được 62 bàn và là cầu thủ ghi bàn nhiều thứ ba cho đội tuyển quốc gia Brazil. Ở tuổi 17, anh là thành viên trẻ nhất của đội tuyển Brazil vô địch FIFA World Cup 1994. Tại FIFA World Cup 1998, Ronaldo nhận Quả bóng vàng cho Cầu thủ xuất sắc nhất giải đấu, giúp Brazil lọt vào trận chung kết, tại đây anh bị động kinh vài giờ trước khi trận đấu bắt đầu. Anh sau đó giành được FIFA World Cup 2002, nơi anh đóng vai trò quan trọng trong bộ ba tiền đạo với Ronaldinho và Rivaldo. Ronaldo lập cú đúp trong trận chung kết và nhận Chiếc giày vàng với tư cách là cầu thủ ghi nhiều bàn thắng nhất của giải đấu. Tại FIFA World Cup 2006, Ronaldo đã ghi bàn thắng thứ 15 tại FIFA World Cup, một kỷ lục của FIFA vào thời điểm đó. Anh cũng đã giành được Copa América 1997, nơi anh là cầu thủ xuất sắc nhất của giải đấu, và Copa América 1999, nơi anh là vua phá lưới của giải.
Là một trong những vận động viên thể thao đắt giá nhất trên thế giới trong sự nghiệp thi đấu của mình, đội giày Nike Mercurial đầu tiên – R9 – đã được đặt hàng riêng cho Ronaldo vào năm 1998. Anh có tên trong danh sách FIFA 100 những cầu thủ vĩ đại nhất còn sống do Pelé lựa chọn vào năm 2004, và đã được giới thiệu vào Bảo tàng Danh vọng Bóng đá Brazil, Đại sảnh Danh vọng Bóng đá Ý, Đại sảnh Danh vọng Inter Milan và Đại sảnh Danh vọng Real Madrid. Sau khi từ giã sự nghiệp, Ronaldo tiếp tục công việc của mình với tư cách là Đại sứ thiện chí của Chương trình Phát triển Liên Hợp Quốc, vị trí mà anh được bổ nhiệm vào năm 2000. Anh từng là đại sứ cho FIFA World Cup 2014. Ronaldo trở thành chủ sở hữu của Real Valladolid vào tháng 9 năm 2018, sau khi mua 51% cổ phần của câu lạc bộ.

## Tiểu sử
Ronaldo Luís Nazário de Lima sinh ngày 18 tháng 9 năm 1976 trong 1 gia đình nghèo tại Itaguaí, khu ngoại ô Bento Ribeiro, thành phố Rio de Janeiro, Brasil. Đây là nơi anh làm quen với bóng đá đường phố từ tuổi ấu thơ. Anh là con thứ ba của Nélio Nazário de Lima Snr. và Sônia dos Santos Barata Ronaldo có một người anh trai, Nélio Jr.
Gia đình Ronaldo khá bất ổn khi cha mẹ anh ly hôn khi anh 11 tuổi, và Ronaldo bỏ học ngay sau đó để theo đuổi sự nghiệp bóng đá. Lúc ấy anh thường chơi bóng đá với những đứa trẻ khác trên đường phố Bento Ribeiro, ngoại ô Rio de Janeiro. Mẹ anh nói: "Tôi luôn thấy thằng bé chơi bóng trên phố với bạn bè khi lẽ ra nó phải đi học. Tôi biết mình đã thua cuộc rồi." Bản thân Ronaldo cũng từng nói rằng: Tại Brasil, đường phố chính là trường đại học tốt nhất mà bạn có thể theo học. 
Cũng như nhiều ngôi sao bóng đá Brasil khác, Ronaldo khởi đầu sự nghiệp bóng đá không chuyên của mình trong những đội bóng đường phố. Anh chơi những trận bóng nghiêm túc đầu đời của mình tại câu lạc bộ fulsal Valqueire và thường ở vị trí thủ môn. Nhưng huấn luyện viên Fernando dos Santos đã nhanh chóng phát hiện tài năng của Ronaldo khi anh mới 12 tuổi, đưa anh vào chơi môn bóng đá 11 người tại câu lạc bộ Social de Ramos. Thời gian này anh ghi được 166 bàn, trong đó có trận ghi tới 11 bàn. Cho rằng futsal đã giúp anh phát triển các kỹ năng của mình, Ronaldo đã nói, "futsal sẽ luôn là tình yêu đầu tiên của tôi." Huấn luyện viên của anh ấy từ Social Ramos, Alirio Carvalho, nói: "Điều đặc biệt ở Ronaldo là thái độ của anh ấy . Cứ như thể anh ấy đến từ mặt trăng. Không có gì làm phiền anh ấy, không có gì khiến anh ấy sợ hãi, không có gì khiến anh ấy rời khỏi trận đấu của mình. "
Được cựu cầu thủ Brazil Jairzinho, người đang huấn luyện São Cristóvão, phát hiện, Ronaldo chơi cho đội trẻ São Cristóvão. Dưới sự dẫn dắt của huấn luyện viên Alfredo Sampaio, anh thăng tiến nhanh chóng qua các cấp độ, chơi cho đội U17 và U20 của câu lạc bộ khi chỉ mới 15 tuổi. Người đại diện của Ronaldo ở Brazil, Reinaldo Pitta và Alexandre Martins, đã ký hợp đồng với anh khi mới 13 tuổi. Pitta nói, "Chúng tôi thấy ngay rằng anh ấy có thể là một điều gì đó khác biệt so với hầu hết các cầu thủ khác." Được công nhận là một thần đồng, Jairzinho đã tiến cử cậu bé 16 tuổi vào câu lạc bộ cũ Cruzeiro.
São Cristóvão xem như là nơi khởi đầu sự nghiệp của Ronaldo. Anh nổi tiếng ở đây từ năm 14 tuổi với những bàn thắng ấn tượng. Thời gian ở São Cristóvão, anh ghi được 36 bàn sau 54 trận đấu và rất được huấn luyện viên của đội, ông Adfredo, trọng dụng. Lúc đó Ronaldo đã nhanh chóng thu hút sự chú ý từ các câu lạc bộ lớn, và người đại diện của anh đã từ chối những lời đề nghị hấp dẫn từ Botafogo và São Paulo, do mơ ước từ nhỏ của Ronaldo là được chơi cho Clube de Regatas do Flamengo,  đội bóng mà anh ủng hộ khi còn là một cậu bé và cũng là nơi thần tượng Zico đã trở thành huyền thoại. Tuy nhiên, anh đã bị từ chối bởi Flamengo sau một buổi tuyển quân của câu lạc bộ này. Lúc đó là vào năm 1992, Ronaldo có cơ hội được tuyển vào đội trẻ của câu lạc bộ chủ sân Maracana, nhưng trong lần tuyển chọn ấy có quá nhiều người, lại đi bộ đến trễ do không đủ tiền đi xe buýt nên Ronaldo không được để mắt tới nhiều, thậm chí không được đưa tiền xe về nhà. Trên đường về anh còn bị giật đồng hồ đeo tay. Hai chuyến đi bộ đó đã làm Ronaldo thất vọng với đội bóng thần tượng thuở ấu thơ. 
Nhưng những gì anh thể hiện tại São Cristóvão và đội tuyển U17 Brasil đã làm cho một đội bóng khác để mắt tới, đó là Cruzeiro E.C, là nơi anh bắt đầu sự nghiệp bóng đá chuyên nghiệp. Jairzinho nhìn thấy tiềm năng của Ronaldo và giúp anh chuyển đến Cruzeiro ngay sau đó. Người đại diện của Ronaldo đã chấp nhận lời đề nghị trị giá 50.000 euro từ câu lạc bộ và anh đã ghi bốn bàn trong trận ra mắt đội trẻ.

## Sự nghiệp câu lạc bộ

### Cruzeiro E.C (1993 -1994)
Ba tháng sau khi đến Cruzeiro, Ronaldo có trận ra mắt chuyên nghiệp vào ngày 25 tháng 5 năm 1993 trước Caldense ở Giải vô địch bang Minas Gerais. Anh được công chúng cả nước chú ý vào ngày 7 tháng 11 năm 1993, ghi 5 bàn trong trận đấu với Bahia. Bàn thắng đầu tiên của anh là trong một trận giao hữu trong chuyến du đấu ở Bồ Đào Nha, ghi một bàn vào lưới Belenenses và gây ấn tượng với huấn luyện viên mới Carlos Alberto Silva, đủ để trở thành cầu thủ thường xuyên của đội một. Trong chuyến du đấu, màn trình diễn của anh trước Porto gây ấn tượng mạnh đến mức họ ra giá 500.000 USD, nhưng bị chủ tịch câu lạc bộ César Masci từ chối. Khi trở lại sau chuyến du đấu, anh đã ghi 20 bàn, trong đó có 8 bàn ở Supercopa Libertadores, bao gồm cú hat-trick vào lưới đội bóng Chile Colo-Colo ở trận lượt đi và 2 bàn ở trận lượt về, trước khi ghi thêm 3 bàn nữa vào lưới đội bóng của Uruguay Nacional, giúp anh trở thành tay săn bàn hàng đầu của giải đấu. Ronaldo ghi 44 bàn sau 47 trận với Cruzeiro, đưa họ tới Copa do Brasil đầu tiên vào năm 1993 và chức vô địch bang Minas Gerais năm 1994.

### PSV Eindhoven (1994-1996)
Ronaldo gia nhập PSV sau World Cup 1994. Anh được chọn tham dự giải đấu dù mới 17 tuổi nhưng không thi đấu trận nào. Đồng đội người Brazil của anh, Romário, từng chơi cho PSV từ 1988 đến 1993 đã khuyên Ronaldo chuyển đến câu lạc bộ. Vào ngày 28 tháng 8 năm 1994, Ronaldo ghi bàn trong trận ra mắt mười phút trước Vitesse, và ghi một cú đúp trong trận ra mắt sân nhà trước Go Ahead Eagles. Anh ghi 30 bàn thắng trong mùa giải đầu tiên ở Hà Lan, trong đó có 7 cú đúp và một hat-trick vào lưới Utrecht. Sau khi lập hat-trick trong trận đấu của PSV với Bayer Leverkusen ở UEFA Cup 1994–95, tiền đạo Leverkusen và nhà vô địch World Cup Đức Rudi Völler phát biểu trong một cuộc họp báo sau trận đấu, "Chưa bao giờ trong đời tôi thấy một cầu thủ 18 tuổi nào xuất sắc như vậy." Những pha rê bóng của anh ấy từ hàng tiền vệ đã thu hút sự chú ý của nhiều người trong môn thể thao này, với đồng đội tương lai ở Barcelona, Luis Enrique nói, "Tôi đã nhìn thấy anh ấy trên truyền hình ở PSV và nghĩ 'wow'. Sau đó anh ấy đến Barcelona. Anh ấy là cầu thủ ngoạn mục nhất mà tôi từng thấy. Anh ấy đã làm những điều mà tôi chưa từng thấy trước đây. Bây giờ chúng ta đã quen với việc thấy Messi rê bóng qua sáu cầu thủ, nhưng lúc đó thì không. Ronaldo là một con quái vật. "
Nick Miller, phóng viên trận đấu của The Guardian, viết, "Điều nổi bật về Ronaldo trong năm đầu tiên ở PSV là anh ấy trông hoàn thiện đến mức nào, ngay cả khi còn là một thiếu niên gầy gò. Mọi thứ định nghĩa nên anh ấy – tốc độ nhanh như chớp, những bước nhảy mờ ảo, ấn tượng không thể tin được rằng anh ấy nhanh hơn khi có bóng so với khi không có nó, thậm chí cả sức mạnh đặc biệt của phần trên cơ thể - đều có ở đó." Rob Smyth nói thêm, "Theo nhiều cách, Ronaldo là cầu thủ bóng đá PlayStation đầu tiên. Bước nhảy của anh ấy là một hình thức thôi miên, và thủ thuật đặc trưng của anh ấy, đàn hồi, chắc chắn có thể đến từ màn hình máy tính." Mùa giải thứ hai của Ronaldo bị hủy hoại bởi một chấn thương đầu gối khiến anh phải nghỉ thi đấu phần lớn thời gian của chiến dịch, nhưng anh vẫn ghi trung bình gần một bàn thắng một trận đấu, ghi 19 bàn sau 21 lần ra sân, bao gồm cả cú ghi 4 bàn vào lưới đội Phần Lan MyPa. Với PSV, Ronaldo đã giành Cúp Hà Lan năm 1996 và anh là Vua phá lưới Eredivisie năm 1995. Trong hai mùa giải ở câu lạc bộ, anh ghi 54 bàn sau 58 trận.

### F.C. Barcelona (1996-1997)

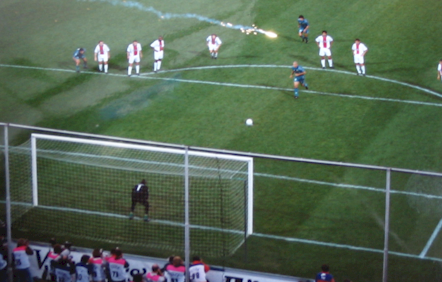
Ronaldo ghi bàn thắng duy nhất trong trận chung kết cúp C2 1997 giữa Barca - PSG từ chấm phạt đền, trước đó một quả pháo sáng từ khán đài đã bay xuống gần chỗ anh

Trong thời gian thi đấu tại PSV, Ronaldo đã thu hút sự chú ý của cả Inter Milan và FC Barcelona. Chính Barcelona đã sẵn sàng trả mức phí kỷ lục thế giới lúc bấy giờ là 19,5 triệu đô la, và anh gia nhập câu lạc bộ vào ngày 17 tháng 7 năm 1996. Theo huấn luyện viên Bobby Robson, anh ấy đã ký một hợp đồng 8 năm và sẽ chơi ở vị trí tiền đạo một mình. Nói chuyện với The New York Times về Ronaldo vào cuối mùa giải đó, Robson nói "Tôi không nghĩ mình từng thấy một cầu thủ ở tuổi 20 có nhiều thứ như vậy".
Trong mùa giải 1996–97, Ronaldo ghi 47 bàn sau 49 trận trên mọi đấu trường, với màn ăn mừng bàn thắng luôn giống nhau với cánh tay dang rộng như bức tượng Chúa Kitô Cứu Thế đang trông chừng quê hương Rio de Janeiro. Anh giúp Barcelona giành chức vô địch UEFA Cup Winners' Cup 1996–97, kết thúc mùa giải với bàn thắng ấn định chiến thắng trong trận chung kết và giành chức vô địch Supercopa de España 1996. Anh cũng giành giải Vua phá lưới La Liga năm 1997 với 34 bàn sau 37 trận và Chiếc giày vàng châu Âu. Cho đến mùa giải 2008–09, Ronaldo vẫn là cầu thủ cuối cùng ghi trên 30 bàn ở La Liga. Ronaldo đang ở đỉnh cao thể lực ở Barcelona, và nhiều trong số 47 bàn thắng của anh liên quan đến việc anh đi vòng qua thủ môn trước khi đưa bóng vào lưới. Óscar García, đồng đội của Ronaldo mùa đó, nói: "Hồi đó, anh ấy có toàn thân thể rắn chắc và cơ bắp. Anh ấy là một mẫu vật thể chất hoàn hảo. Sức mạnh đáng kinh ngạc kết hợp với kỹ năng kỹ thuật của anh ấy có thể khiến anh ấy không thể bị ngăn cản." José Mourinho, người đã làm việc với tư cách là thông dịch viên tại Barcelona, đã gọi Ronaldo là "cầu thủ vĩ đại nhất mà tôi từng thấy trong đời", nói thêm, "Tôi không nghi ngờ gì. Ronaldo là người giỏi nhất mà mắt tôi từng thấy", và vào năm 2014 đã coi anh ấy là cầu thủ xuất sắc nhất thời hậu Diego Maradona.
Có thể cho rằng bàn thắng đáng nhớ nhất của Ronaldo cho Barcelona được ghi tại SD Compostela vào ngày 11 tháng 10 năm 1996; Sau khi nhận bóng trong phần sân nhà, anh ta né tránh một pha truy cản thô bạo của đối thủ đầu tiên bằng một pha kéo lùi, trước khi bỏ chạy khỏi đối thủ khác và chạy về phía khung thành, vượt qua hai hậu vệ khác trong vòng cấm với khả năng kiểm soát bóng chặt chẽ, trước khi dứt điểm vào vòng cấm. góc dưới của lưới. Sau đó, máy quay quay cảnh huấn luyện viên Robson, người đã đứng dậy khỏi băng ghế dự bị và ôm đầu không tin vào những gì mình đã nhìn thấy. Đoạn phim về bàn thắng sau đó được sử dụng trong một quảng cáo của Nike với phần lồng tiếng yêu cầu: "Hãy tưởng tượng bạn cầu xin Chúa trở thành cầu thủ xuất sắc nhất thế giới và Ngài đã lắng nghe bạn", và bàn thắng được cho là đã được phát lại 160 lần trên các kênh truyền hình chính của Tây Ban Nha trong 48 giờ sau trận đấu. Nửa mùa giải, Barcelona đã đồng ý về nguyên tắc gia hạn hợp đồng với anh đến năm 2006, tăng gấp đôi lương cho anh trong quá trình này. Cú hat-trick vào lưới Valencia, bàn thắng thứ ba chứng kiến anh mổ xẻ hai hậu vệ Valencia trước khi đưa bóng vào lưới, khiến các cổ động viên Barcelona vẫy khăn tay trắng như một biểu hiện ngưỡng mộ trước một màn trình diễn xuất sắc. Sid Lowe của Sports Illustrated nói, "Mùa giải đó Ronaldo là không thể ngăn cản. Anh ấy mảnh khảnh và mạnh mẽ, khéo léo, nhanh nhẹn và chết người. Anh ấy giỏi đến mức nực cười." Cuối năm 1996, ở tuổi 20, Ronaldo trở thành cầu thủ trẻ nhất ghi bàn giành giải Cầu thủ xuất sắc nhất thế giới của FIFA.

### Inter Milan (1997-2002)

#### 1997–1999: Kỷ lục chuyển nhượng thế giới và Quả bóng vàng

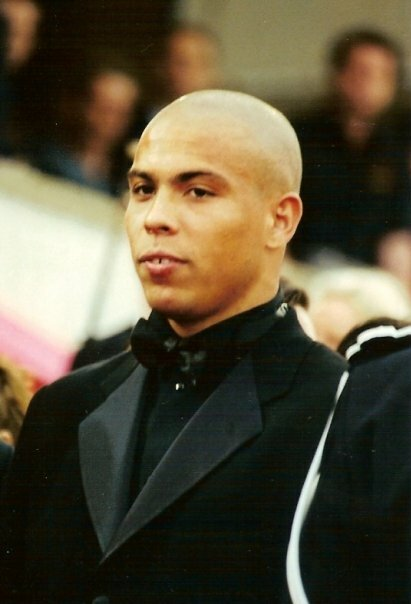
Ronaldo tại Liên hoan phim Cannes 1999.

Thời gian của Ronaldo ở Barcelona kéo dài một mùa giải vì có vấn đề với việc đàm phán lại hợp đồng của anh ấy. Barcelona nghĩ rằng đã có một thỏa thuận, với chủ tịch Barcelona Josep Lluís Núñez nói "Anh ấy là của chúng tôi suốt đời", nhưng khi các bên triệu tập lại vào ngày hôm sau, thỏa thuận đã sụp đổ và Núñez thừa nhận: "Mọi chuyện đã kết thúc, Ronaldo sẽ ra đi". Nói chuyện với ESPN, Ronaldo nói: "Tôi đã đạt được thỏa thuận gia hạn hợp đồng chỉ một tháng trước khi mùa giải đó kết thúc, nhưng một tuần sau, luật sư và chủ tịch Barcelona đồng ý rằng hợp đồng đó là vô lý." ngoài điều khoản trong hợp đồng của anh ấy, Inter Milan đã ký hợp đồng với anh ấy vào mùa hè năm 1997 với mức phí kỷ lục thế giới lúc bấy giờ là 27 triệu đô la, khiến anh ấy trở thành cầu thủ thứ hai, sau Diego Maradona, hai lần phá kỷ lục chuyển nhượng thế giới. Anh ấy đã ký hợp đồng 5 năm với người Ý, và ra mắt trước 4000 người hâm mộ Inter tại sân tập của họ. Trận ra mắt của anh ấy diễn ra vào ngày 27 tháng 7 trong trận đấu trước mùa giải với Manchester United. Trận ra mắt thi đấu của anh diễn ra vào ngày khai mạc mùa giải 1997–98 trước Brescia.
Ronaldo đã thích nghi với phong cách thi đấu của Ý trong mùa giải đầu tiên, kết thúc với 25 bàn thắng ở Serie A và được vinh danh là Cầu thủ xuất sắc nhất Serie A. Ronaldo bắt đầu phát triển thành một tiền đạo hoàn thiện. Anh bắt đầu thực hiện các pha kiến tạo, trở thành cầu thủ thực hiện quả phạt đền được lựa chọn đầu tiên, thực hiện và ghi bàn từ những quả đá phạt trực tiếp. Nửa mùa giải đầu tiên, anh đã giành được danh hiệu Cầu thủ xuất sắc nhất năm của FIFA lần thứ hai và giành được Quả bóng Vàng. Trong thời gian thi đấu cho Inter, anh đã ghi một số bàn thắng vào lưới đối thủ cùng thành phố AC Milan trong trận Derby della Madonnina. Ronaldo và tiền đạo sung mãn của Fiorentina, Gabriel Batistuta, là hai tiền đạo xuất sắc nhất ở Serie A, với những cuộc đọ sức được mong đợi nhất ở Ý. Những màn ăn mừng bàn thắng của Ronaldo thường chứng kiến các đồng đội ở Inter chúc mừng anh bằng cách quỳ xuống và giả vờ đánh giày. Ronaldo đã ghi bàn thắng đặc trưng vào lưới Lazio trong trận chung kết Cúp UEFA 1998. Vượt qua hàng phòng ngự để đối đầu với thủ môn Lazio Luca Marchegiani, Ronaldo giả vờ rẽ phải rồi sang trái mà không chạm vào bóng, để Marchegiani nằm ngửa, trước khi rẽ phải và đưa bóng vào lưới. Đồng đội ở Inter của anh là Youri Djorkaeff đã nói; "Ronaldo thật phi thường. Anh đã chứng minh rằng mình vượt trội so với phần còn lại trong mùa giải đó." Sau FIFA World Cup 1998, nơi anh được vinh danh là cầu thủ xuất sắc nhất giải đấu, Ronaldo được nhiều người đánh giá là tiền đạo xuất sắc nhất thế giới. Đến cuối mùa giải 1998–99, anh được bổ nhiệm làm đội trưởng Inter Milan.

#### 1999–2002: Chấn thương tái diễn
—Rob Smyth, nhà báo của tờ The Guardian.
Sau hai mùa giải thi đấu cho Inter, hậu vệ Paolo Maldini của A. C. Milan coi Ronaldo và Diego Maradona là hai cầu thủ xuất sắc nhất mà anh từng đối đầu, nói rằng, "Ronaldo trong hai năm đầu tiên ở Inter là một hiện tượng." mùa giải 1999–2000 với hàng công của họ bao gồm Ronaldo và các ngôi sao người Ý Roberto Baggio và Christian Vieri. Tuy nhiên, vào ngày 21 tháng 11, trong trận đấu ở Serie A với Lecce, Ronaldo cảm thấy đầu gối bị khuỵu xuống và buộc phải tập tễnh rời sân. Cuộc kiểm tra y tế xác nhận tiền đạo này đã bị đứt gân ở đầu gối và cần phải phẫu thuật. Trong lần trở lại đầu tiên vào ngày 12 tháng 4 năm 2000, anh chỉ chơi sáu phút trong trận lượt đi chung kết Coppa Italia với Lazio trước khi bị đứt hoàn toàn gân đầu gối. Nhà vật lý trị liệu Nilton Petrone của Ronaldo nói, "mũi đầu gối của anh ấy thực sự đã nổ tung" và gọi đó là "chấn thương bóng đá tồi tệ nhất" mà ông từng thấy.
Ronaldo buộc phải bỏ lỡ toàn bộ mùa giải 2000–01 và phần lớn hai mùa giải sau đó. Vì đồng đội ở Inter Javier Zanetti đã thay thế anh làm đội trưởng trong thời gian anh vắng mặt nên cuối cùng anh đã được thừa kế chiếc băng đội trưởng vào cuối năm 2001. Sau hai cuộc phẫu thuật và phục hồi chức năng, Ronaldo đã trở lại dự World Cup 2002, giúp Brazil giành chức vô địch World Cup lần thứ năm. Sau đó vào năm 2002, anh lần thứ ba giành được giải thưởng Cầu thủ xuất sắc nhất thế giới của FIFA và chuyển từ Inter sang Real Madrid. Ronaldo được báo chí Ý đặt cho biệt danh dễ nhận biết nhất của anh, Il Fenomeno, khi còn chơi ở đó. Đồng đội ở Inter của anh ấy, Djorkaeff, nói, "khi chúng tôi tập luyện, chúng tôi gần như dừng lại để xem anh ấy. Điều đó thật phi thường." Trước khi dính chấn thương vào tháng 11 năm 1999, Ronaldo đã ghi 42 bàn sau 58 trận ở Serie A, trận đấu khó khăn nhất giải đấu để ghi bàn với chiến lược phòng ngự tiên tiến nhất và những hậu vệ xuất sắc nhất thế giới. Sau 5 năm, anh đã chơi 99 trận và ghi 59 bàn cho Nerazzurri. Màn trình diễn của Ronaldo tại câu lạc bộ - đặc biệt là hai mùa giải đầu tiên trước khi chấn thương - đã giúp anh có tên trong số bốn cầu thủ được giới thiệu lần đầu tiên vào Đại sảnh Danh vọng Inter Milan năm 2018.

### Real Madrid (2002-2006)

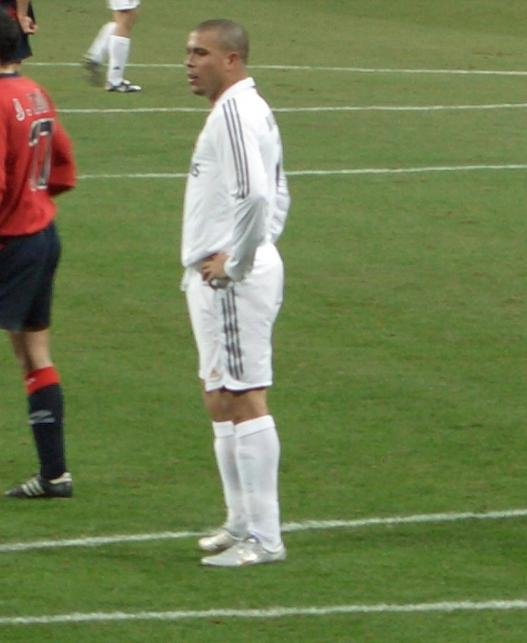
"Phenomenon" trong màu áo Real Madrid

#### 2002–2005: Quả bóng vàng và chức vô địch La Liga
Sau khi ký hợp đồng với Real Madrid với giá 46 triệu euro, doanh số bán áo đấu của anh đã phá vỡ mọi kỷ lục trong ngày đầu tiên. Ronaldo là một phần trong kỷ nguyên Galácticos của các ngôi sao toàn cầu được câu lạc bộ ký hợp đồng vào mỗi mùa hè, bao gồm Zinedine Zidane, Luís Figo, Roberto Carlos và David Beckham. Anh phải ngồi ngoài vì chấn thương cho đến tháng 10 năm 2002, điều này càng làm tăng thêm sự mong đợi của người hâm mộ. Ronaldo ghi hai bàn trong trận ra mắt gặp Alavés, 61 giây đầu tiên sau khi vào sân. Sự tiếp đón tương tự đó cũng được thấy ở trận đấu cuối cùng của mùa giải với Athletic Bilbao, nơi Ronaldo ghi bàn để kết thúc mùa giải đầu tiên với 23 bàn thắng và giành chức vô địch La Liga năm 2003. Anh cũng giành được Cúp Liên lục địa năm 2002 và Supercopa de España năm 2003, ghi bàn trong cả hai trận chung kết.
Trong trận lượt về vòng tứ kết Champions League của Real Madrid, Ronaldo đã lập hat-trick vào lưới Manchester United tại Old Trafford, khiến đội bóng Anh bị loại khỏi giải đấu. Hoàn tất cú hat-trick của mình bằng một cú sút chệch cột dọc từ cự ly 30m, Ronaldo được thay ra ở phút thứ 67 và nhận được sự hoan nghênh nhiệt liệt từ cả hai nhóm người hâm mộ. Nghĩ về sự hoan nghênh nhiệt liệt của người hâm mộ đối phương, Ronaldo nói rằng "đó vẫn là một khoảnh khắc rất đẹp, rất đặc biệt". Hậu vệ Wes Brown của Manchester United nhận xét: "Anh ấy là không thể ngăn cản. Một Ronaldo trẻ [trước một loạt chấn thương] thậm chí còn nguy hiểm hơn, nhưng điều đó cho thấy anh ấy là một cầu thủ giỏi như thế nào. Bất cứ khi nào anh ấy muốn bật nó lên, anh ấy đều có thể, trên bất kỳ sân khấu nào, ở bất kỳ sân vận động nào". Ronaldo ghi bàn trong chiến thắng 2-1 trên sân nhà trước Juventus ở trận lượt đi bán kết Champions League, nhưng chấn thương quan trọng đã khiến anh không thể thi đấu phần lớn trận thua ở trận lượt về khi Real bị loại.
Trong mùa giải 2003–04 , Madrid đang trên đường giành cú ăn ba, cho đến khi Ronaldo dính chấn thương vào cuối mùa giải; sau đó họ thua trận chung kết Copa del Rey, bị loại khỏi tứ kết UEFA Champions League trước AS Monaco, và bị sa sút phong độ. Trong mùa giải thứ hai tại câu lạc bộ, Ronaldo đã ghi một trong những bàn thắng nhanh nhất trong lịch sử câu lạc bộ khi anh ghi bàn sau 15 giây trong trận đấu với Atlético Madrid tại Bernabéu vào ngày 3 tháng 12 năm 2003. Ba ngày sau, anh giúp Real giành chiến thắng đầu tiên trước Barcelona tại Nou Camp sau 20 năm khi ghi bàn thắng thứ hai trong chiến thắng 2-1 trước câu lạc bộ cũ. Anh kết thúc mùa giải với tư cách là vua phá lưới La Liga với 25 bàn thắng và nhận Pichichi Trophy lần thứ hai, mặc dù Madrid đã để mất chức vô địch vào tay Valencia.

#### 2005–2007: Hai mùa giải cuối cùng
Trong hai mùa giải cuối cùng ở Real Madrid, Ronaldo đã bỏ lỡ một số trận đấu vì chấn thương và các vấn đề về cân nặng, và với việc mua lại Ruud van Nistelrooy vào năm 2006, anh càng ngày càng mất thiện cảm với huấn luyện viên Fabio Capello. Phát biểu vào năm 2017 về vấn đề cân nặng và tình trạng thiếu thể lực của Ronaldo ở Madrid, ngoài khả năng của anh, Capello tóm tắt những cảm xúc trái ngược nhau giữa anh với cầu thủ người Brazil, "cầu thủ khó xử lý nhất là cầu thủ giỏi nhất mà tôi từng huấn luyện: Ronaldo, il Fenomeno. "

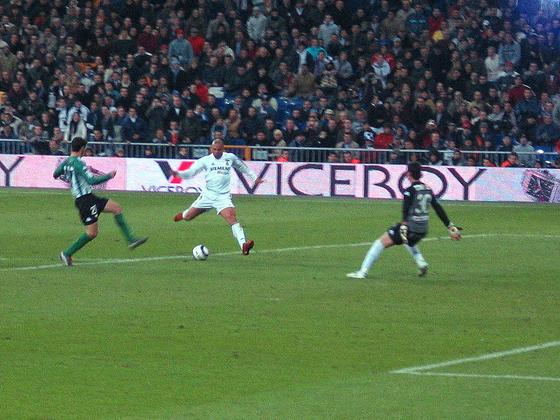
Ronaldo ghi bàn cân bằng tỉ số 1-1 cho Real trong trận chung kết cúp Tây Ban Nha với Real Betis

Trong bốn mùa rưỡi ở câu lạc bộ, Ronaldo đã ghi hơn một thế kỷ bàn thắng, trở thành người nước ngoài thứ năm tại Madrid đạt được thành tích này sau Alfredo Di Stéfano người Argentina, Ferenc Puskás người Hungary, Hugo Sánchez người Mexico và Iván Zamorano người Chile. Mặc dù chấn thương đầu gối trước năm 2002 đồng nghĩa với việc anh "bị cướp đi sự bùng nổ của những năm đầu đời" (tạp chí FourFourTwo) vào thời điểm anh ký hợp đồng với Real Madrid, Ronaldo vẫn được Marca bầu chọn là thành viên của "11 cầu thủ ngoại xuất sắc nhất lịch sử Real Madrid". ".
Khi đã qua thời kỳ đỉnh cao những năm 1990, Ronaldo vẫn nhận được nhiều lời khen ngợi từ các đồng nghiệp ở Madrid, trong đó Zidane nói: "Không chút do dự, Ronaldo là cầu thủ hay nhất mà tôi từng đối đầu hoặc đối đầu. Anh ấy xử lý bóng rất dễ dàng. Mỗi ngày tôi đều tập luyện cùng anh ấy." , Tôi thấy điều gì đó khác biệt, điều gì đó mới mẻ, điều gì đó đẹp đẽ." Michael Owen, người gia nhập Madrid năm 2004, thừa nhận rằng anh chưa bao giờ có cơ hội chơi cùng Ronaldo trong thời kỳ đỉnh cao khi "anh ấy có tốc độ và sức mạnh tuyệt đối, đầy mê hoặc. tốc độ chân, anh ấy chỉ là một kẻ mờ nhạt, anh ấy sẽ nhanh như vậy", trước khi nói thêm, "ngay cả trong tập luyện, anh ấy đã thể hiện quá đủ để thuyết phục tôi rằng tôi rất thích được chơi cùng anh ấy ở thời kỳ đỉnh cao của anh ấy." Đồng đội trong sáu tháng, Van Nistelrooy nói, "Ronaldo là tài năng bẩm sinh xuất sắc nhất mà tôi từng chơi cùng. Khả năng bẩm sinh của anh ấy vượt xa bất cứ thứ gì tôi từng thấy hoặc chơi cùng."

### A.C. Milan (2007-2008)

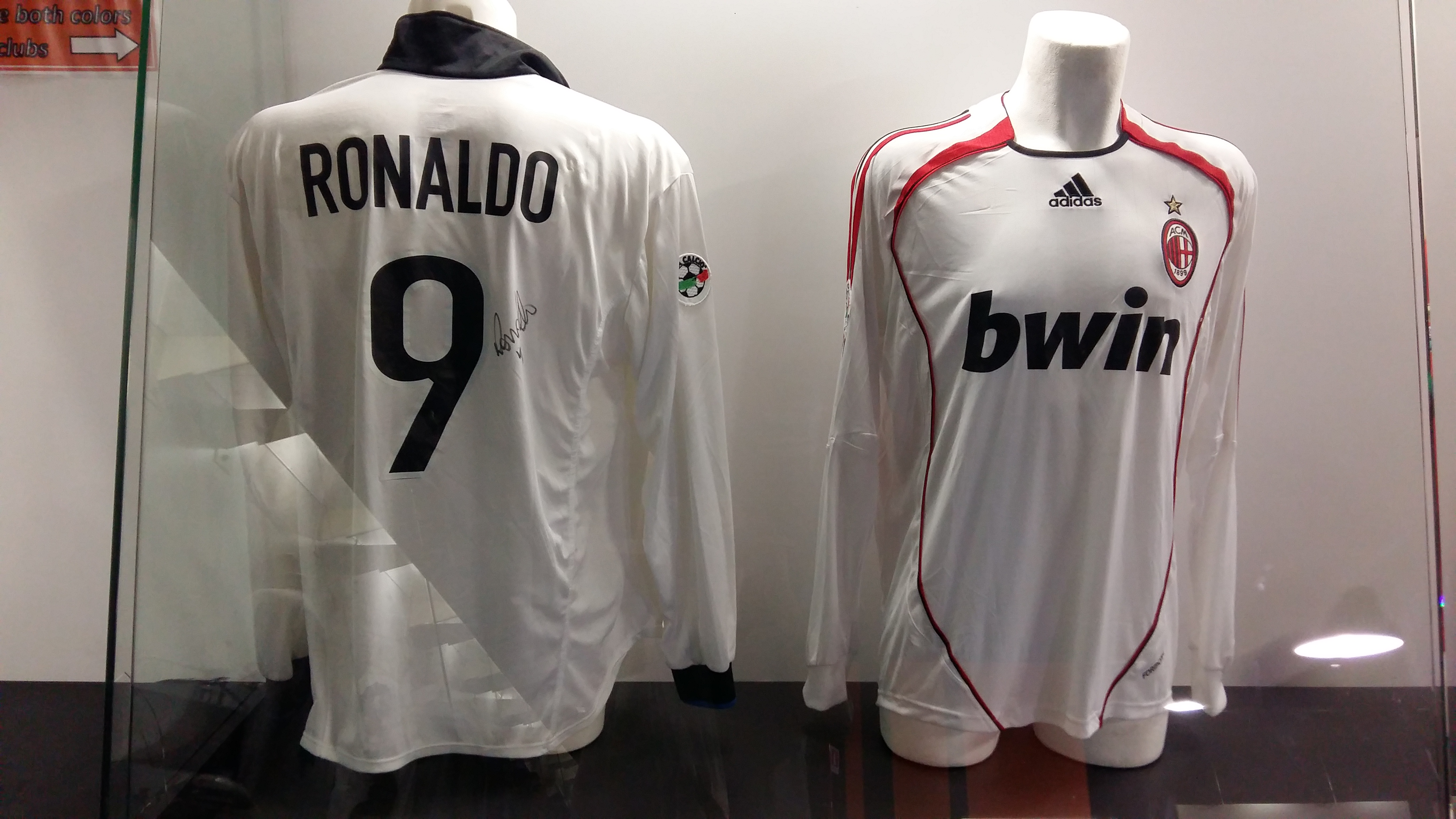
Áo đấu sân khách Inter Milan của Ronaldo (trái) và áo đấu sân khách A.C. Milan (phải) tại bảo tàng San Siro. Anh chơi cho Inter từ năm 1997 đến 2002 và A.C. Milan từ 2007 đến 2008.

Vào ngày 18 tháng 1 năm 2007, có thông tin cho rằng Ronaldo đã đồng ý các điều khoản với AC Milan với giá chuyển nhượng 8,05 triệu euro. Chia tay Real Madrid, tay săn bàn hàng đầu của câu lạc bộ trong suốt 4 mùa giải trọn vẹn, Ronaldo cảm ơn tất cả mọi người ngoại trừ Capello: "Tôi xin cảm ơn những người hâm mộ đã ủng hộ tôi suốt thời gian qua và cảm ơn tất cả các đồng đội mà tôi đã có mặt ở đây. và tất cả các huấn luyện viên mà tôi từng có – ngoại trừ một người". Capello, người đã bỏ anh vì vấn đề cân nặng, nhận xét, "Tôi chúc anh ấy may mắn khi làm được những gì anh ấy từng làm là trở thành một cầu thủ vĩ đại." Vào ngày 25 tháng 1, Ronaldo bay từ Madrid đến Milan, cùng với tuyên bố trên trang web của câu lạc bộ cho biết Ronaldo đã đến Milan để kiểm tra y tế và một cuộc họp đã được sắp xếp với các quan chức Real Madrid để thảo luận và hoàn tất việc chuyển nhượng anh đến câu lạc bộ Milan. Vào ngày 26 tháng 1, Ronaldo đã hoàn thành xuất sắc bài kiểm tra y tế của mình tại khu tập luyện Milanello dưới sự giám sát của các bác sĩ câu lạc bộ, và vụ chuyển nhượng hoàn tất vào ngày 30 tháng 1. Mang áo số 99, anh ra mắt vào sân thay người vào ngày 11 tháng 2 năm 2007 trong chiến thắng 2-1 trước Livorno. Trận đấu tiếp theo tại Siena, vào ngày 17 tháng 2, Ronaldo ghi hai bàn và kiến tạo bàn thứ ba trong trận đá chính đầu tiên cho Milan, khi họ thắng 4–3. Trong mùa giải đầu tiên, Ronaldo ghi 7 bàn sau 14 lần ra sân.

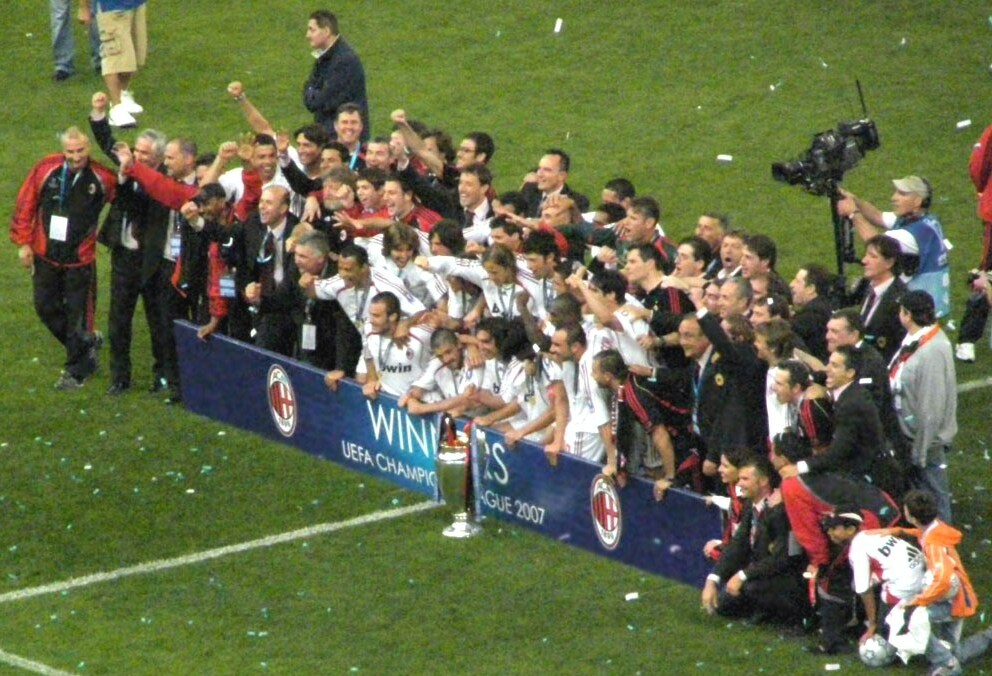
Không đủ điều kiện thi đấu vì đã ký hợp đồng với câu lạc bộ vào giữa mùa giải, Ronaldo (đứng thứ sáu từ trái sang) đã ăn mừng chức vô địch UEFA Champions League 2007 cùng các đồng đội ở A.C. Milan.

Sau khi chuyển đến Milan, Ronaldo gia nhập danh sách số ít cầu thủ từng chơi cho cả Inter Milan và AC Milan trong trận Derby della Madonnina, và là một trong số ít cầu thủ đã ghi bàn cho cả hai đội đối thủ trong trận derby Milan (cho Inter trong mùa giải 1998–99 và cho AC Milan trong mùa giải 2006–07), những cầu thủ còn lại là Giuseppe Meazza, Zlatan Ibrahimović, Enrico Candiani và Aldo Cevenini. Ronaldo cũng là một trong số ít cầu thủ từng đá chính cho Real Madrid và FC Barcelona, những đội cũng có sự cạnh tranh gay gắt. Tuy nhiên, Ronaldo chưa bao giờ chuyển nhượng trực tiếp giữa các CLB đối thủ. Ronaldo chỉ chơi hơn 300 phút trong mùa giải thứ hai ở Milan do tái phát chấn thương và vấn đề cân nặng. Các bàn thắng duy nhất của Ronaldo trong mùa giải 2007–08, ngoài bàn thắng vào lưới Lecce trước mùa giải, là trong chiến thắng 5–2 trước Napoli tại San Siro, nơi anh ghi một cú đúp đầy cảm xúc. Đây cũng là lần đầu tiên bộ ba tấn công được đánh giá cao của Milan gồm Kaká, Alexandre Pato và Ronaldo, hay còn gọi là Ka-Pa-Ro, chơi cùng nhau.
Mặc dù thành công rực rỡ trong thập kỷ qua, Ronaldo chưa bao giờ vô địch UEFA Champions League trong sự nghiệp câu lạc bộ của mình. Năm 2019, tạp chí FourFourTwo vinh danh anh là cầu thủ xuất sắc nhất chưa từng vô địch giải đấu này; vào năm 2020, Sky Sports xếp anh là cầu thủ xuất sắc thứ hai (sau Diego Maradona) chưa từng vô địch Champions League hay Cúp C1. Ronaldo tuyên bố, "Tôi sống bóng đá với niềm đam mê không mang lại cho tôi chút bình yên nào khi không vô địch Champions League - đó là danh hiệu mà mọi người đều muốn giành được." Năm 2011, Paul Wilson viết trên The Guardian, "Ronaldo đã không may mắn trong việc lựa chọn thời điểm hoặc câu lạc bộ - vì chắc chắn rằng ở thời điểm tốt nhất của mình, anh ấy sẽ gia nhập bất kỳ câu lạc bộ nào trên thế giới." Trong mùa giải 2006–07, mặc dù Milan đã vô địch mùa giải 2006–07. danh hiệu, Ronaldo đã bị ràng buộc với Madrid và không đủ điều kiện tham gia. Lần gần nhất anh đến với thành công ở Champions League là vào năm 2003 khi anh giúp Real Madrid vào bán kết, trận đấu họ thua Juventus.

### Corinthians (2009-2011)

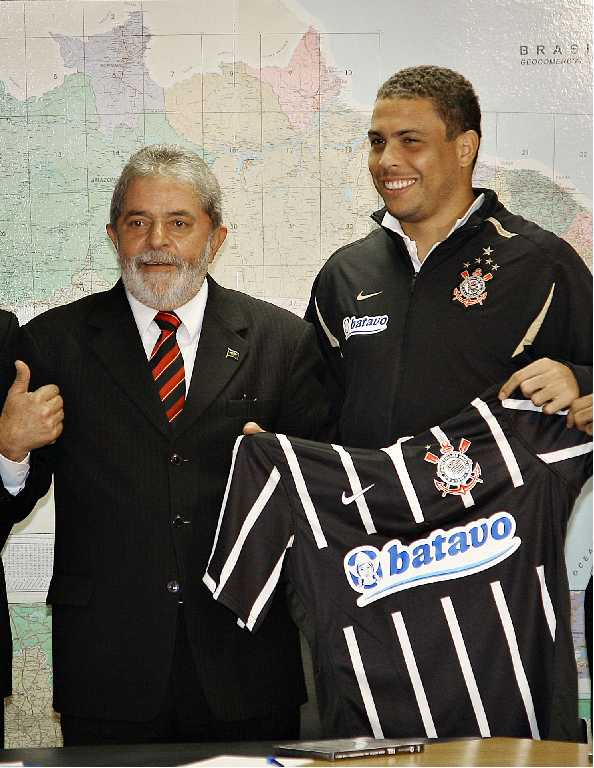
Ronaldo trong buổi ra mắt Corinthians năm 2009, với tổng thống Brazil Lula trao cho anh chiếc áo đấu

Ngày 9 tháng 12 năm 2008, sau 10 tháng dưỡng thương và luyện tập phục hồi thể lực tại Flamengo, Ronaldo đã làm cho các cổ động viên đội này tức giận khi ký hợp đồng với Corinthians, đội bóng kình địch của họ. Hợp đồng có thời hạn 1 năm. Ronaldo lập tức được khoác áo số 9 quen thuộc và đưa vào đội hình xuất phát. Tuy nhiên do tình trạng thể lực không tốt, anh đã phải ngồi dự bị đến tháng 3 năm 2009.
Anh thi đấu trận đầu cho Corinthians vào ngày 4 tháng 3 năm 2009. Bốn ngày sau, anh ghi bàn thắng đầu tiên cho Corinthians. Tiếp theo đó là sự góp công vào chiến thắng 2 - 1 trước Sao Caetano của Ronaldo cho Conrinthians, bằng cú vô lê tuyệt hảo, anh đã từng bước tìm lại chính mình trên sân cỏ . Ấn tượng nhất là cú đúp của anh trong trận Corinthians gặp Ponte Preta ngày 25-3-2009. Ronaldo ghi hai bàn thắng, trong đó có một bàn anh vượt hai hậu vệ đối phương và dứt điểm về khung thành như anh đã từng làm ngày xưa
Trong trận chung kết lượt đi cúp Paulista vô địch bang Sao Paulo, Ronaldo đã làm Vua Bóng Đá Pele bẽ mặt khi nhấn chìm đội bóng cũ của ông vua này bằng 2 bàn thắng đẹp như vẽ. Sau trận đấu, Pele bình luận: "Bàn thắng đến từ người biết tận dụng cơ hội, và Ronaldo đã chứng tỏ đẳng cấp của cậu ta chỉ có ở World Cup".
Gần đây nhất, "Quỷ lùn" Romário và tổng thống Brazil Luiz Inacio Lula da Silva đã lên tiếng kêu gọi Dunga nên triệu tập Ronaldo về đội tuyển vàng xanh. Người hâm mộ nhận định "Rất có thể Ronaldo sẽ lại chơi ở World Cup 2010 và gần hơn là FIFA Cofederations Cup 2009". Thế nhưng Dunga một lần nữa khẳng định lối đá hoa mỹ của Selecao đã không còn và thay vào đó là điệu Samba cứng ráp, ý nghĩ đó kéo theo việc Dunga loại Ronaldo ra khỏi Selecao một lần nữa.
Sau chức vô địch Sao Paulo, Ronaldo cùng đội bóng thừa thắng xông lên và giành luôn chức vô địch Copa De Brasil, giành luôn một vé trực tiếp vào giải cúp liên đoàn các câu lạc bộ Nam Mỹ năm 2009.

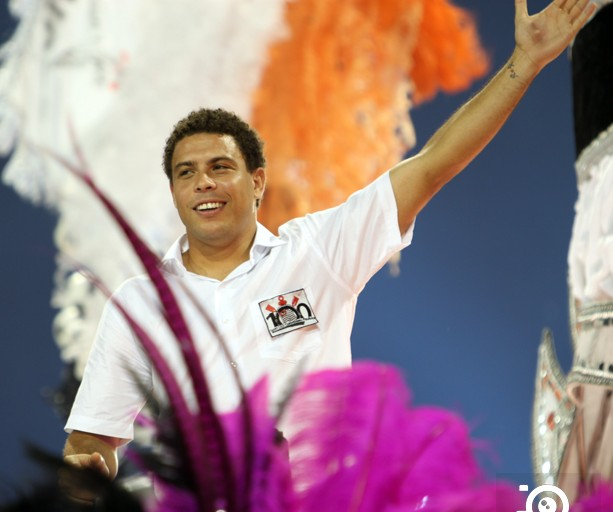
Ronaldo trong năm 2010

Ngày 14 tháng 2 năm 2011, Ronaldo đã tuyên bố từ giã sự nghiệp cầu thủ sau khi Corinthians bị loại khỏi Copa Libertadores 2011.

## Sự nghiệp quốc tế

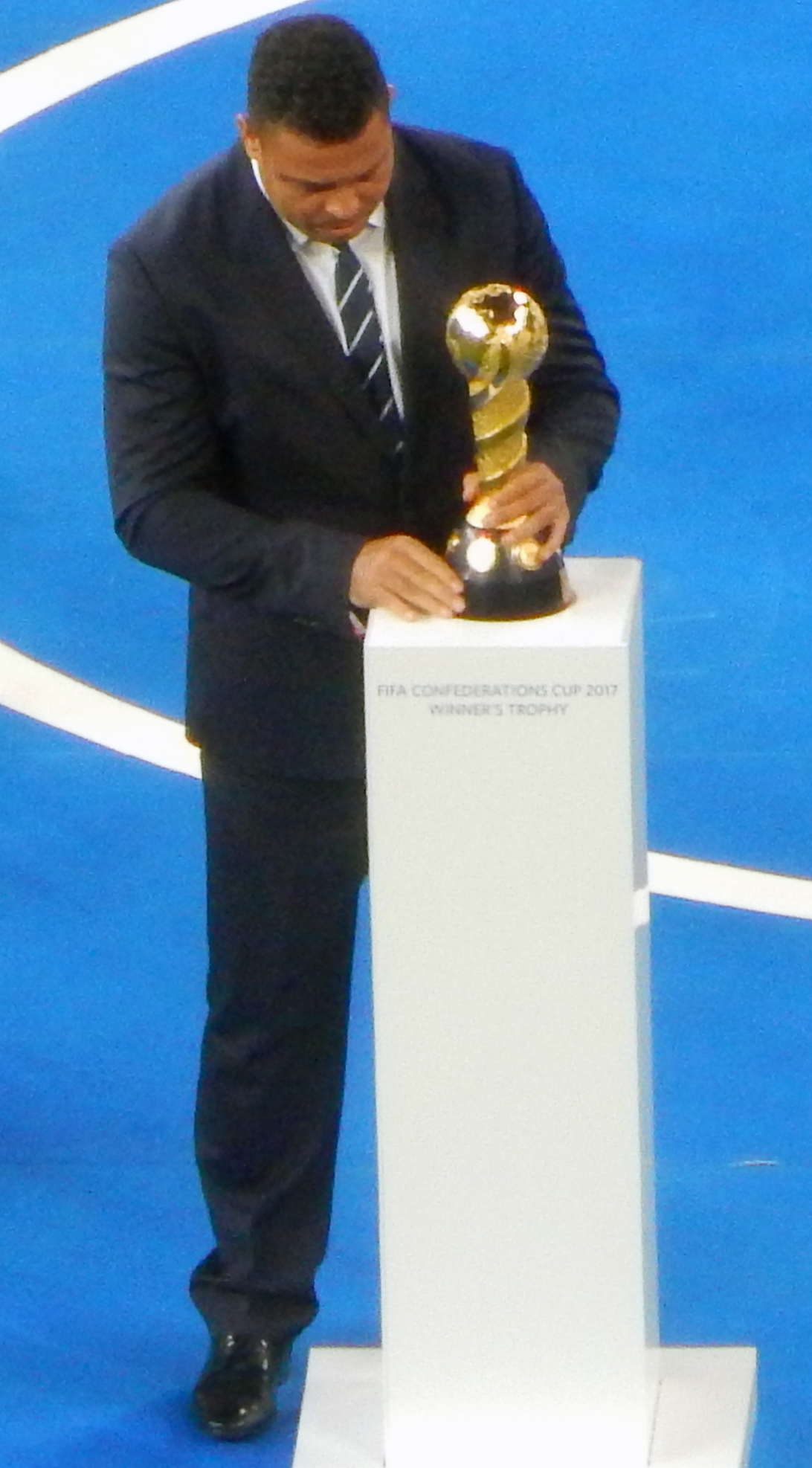
Ronaldo (ảnh chụp FIFA Confederations Cup 2017) đoạt cúp cùng ĐT Brazil năm 1997.

Ronaldo có trận ra mắt quốc tế cho Brazil vào ngày 23 tháng 3 năm 1994 trong một trận giao hữu ở Recife với Argentina. Bàn thắng đầu tiên của anh cho Brazil là vào ngày 4 tháng 5 năm 1994 trong trận giao hữu thắng 3–0 trước Iceland. Anh tham dự FIFA World Cup 1994 ở Hoa Kỳ lúc 17 tuổi, nhưng không thi đấu khi Brazil tiếp tục vô địch giải đấu. Anh ấy nói rằng anh ấy "vui mừng khôn xiết" trước trải nghiệm này. Sau đó anh được biết đến với cái tên Ronaldinho ("Ronaldo nhỏ" trong tiếng Bồ Đào Nha), vì Ronaldo Rodrigues de Jesus, đồng đội lớn tuổi của anh, cũng được gọi là Ronaldo và sau đó được đặt biệt danh là Ronaldão ("Ronaldo lớn") để phân biệt rõ hơn giữa họ. Một cầu thủ khác, Ronaldo de Assis Moreira, hiện được biết đến rộng rãi với cái tên Ronaldinho, được gọi là Ronaldinho Gaúcho khi anh gia nhập đội tuyển Brazil năm 1999.

### Thế vận hội mùa hè và Copa América
Tại Thế vận hội Mùa hè 1996 ở Atlanta, Ronaldo lại sử dụng cái tên Ronaldinho vì trung vệ Ronaldo Guiaro, hơn anh hai tuổi, là một trong những đồng đội của anh. Brazil tiếp tục giành huy chương đồng. Ronaldo cũng đại diện cho Brazil tại Copa América 1995 (về nhì) và vô địch cả hai giải đấu năm 1997 và 1999. Anh được vinh danh là cầu thủ xuất sắc nhất giải đấu năm 1997, là vua phá lưới năm 1999 và ghi bàn trong trận chung kết của cả hai đội, trước Bolivia năm 1997 và Uruguay năm 1999. Anh cũng tham gia trận giao hữu Tournoi de France năm 1997, trước FIFA World Cup 1998, ghi một bàn thắng giúp Brazil trở thành á quân. Ronaldo sánh vai cùng với Romário, được mệnh danh là kẻ tấn công Ro-Ro, tại FIFA Confederations Cup 1997, giúp Brazil giành chức vô địch Confederations Cup đầu tiên, nơi anh kết thúc với tư cách là cầu thủ ghi bàn nhiều thứ ba với 4 bàn thắng, ghi một hat-trick vào lưới Australia trong trận chung kết cuối cùng. Về sự kết hợp giữa Ronaldo và Romário, Will Sharp viết: "...trước sự phấn khích của tất cả những người may mắn được theo dõi họ, họ đã tìm thấy chính mình, định mệnh có cơ hội tạo nên một trong những cặp đôi tấn công kỳ quặc nhất mà trò chơi có từng thấy. Sự hợp tác của họ tuy ngắn ngủi nhưng lại rực rỡ không thể giải thích được."

### World Cup 1998
—Amy Lawrence của tờ The Guardian.
Ronaldo bước vào FIFA World Cup 1998 được các phóng viên trong môn thể thao này coi là cầu thủ vĩ đại nhất thế giới. Jacob Steinberg của The Guardian viết, "Năm 1998, không ai có tài năng vượt trội như Ronaldo, người có sự kết hợp siêu nhiên giữa sức mạnh, tốc độ và kỹ năng đã khiến anh trở thành cầu thủ mà mọi đứa trẻ trong sân chơi đều mong muốn; ở tuổi 21, hy vọng và ước mơ của một dân tộc đặt trên vai ông."
Ronaldo ghi bốn bàn và thực hiện ba pha kiến tạo trên đường đến trận chung kết, ghi một bàn và kiến tạo cho Bebeto ghi bàn trong chiến thắng 3–0 trước Maroc trong trận đấu vòng bảng thứ hai của đội, ghi hai bàn trong tỷ số 4 –1 trận thắng Chile ở vòng 16 đội, lập hai bàn thắng trong chiến thắng 3–2 của Brazil trước Đan Mạch ở tứ kết, và ghi một bàn trong trận hòa 1-1 trước Hà Lan ở vòng 16 đội. bán kết, đồng thời thực hiện quả phạt đền đầu tiên cho Brazil trong chiến thắng 4–2 trong loạt luân lưu. Vài giờ trước trận chung kết với Pháp, Ronaldo lên cơn co giật. Lúc đầu, anh bị loại khỏi đội hình xuất phát 72 phút trước trận đấu, và danh sách đội hình (với Edmundo là người thay thế) đã được nộp cho đại biểu FIFA. Đội hình xuất phát không có Ronaldo được giới truyền thông thế giới sửng sốt. John Motson của BBC tuyên bố, "Những cảnh trong hộp bình luận hoàn toàn hỗn loạn và hỗn loạn." Tuy nhiên, ngay trước khi trận đấu bắt đầu, sau khi cầu xin rằng anh ấy cảm thấy ổn và yêu cầu được thi đấu, Ronaldo đã được huấn luyện viên Brazil Mário Zagallo chấp thuận. .

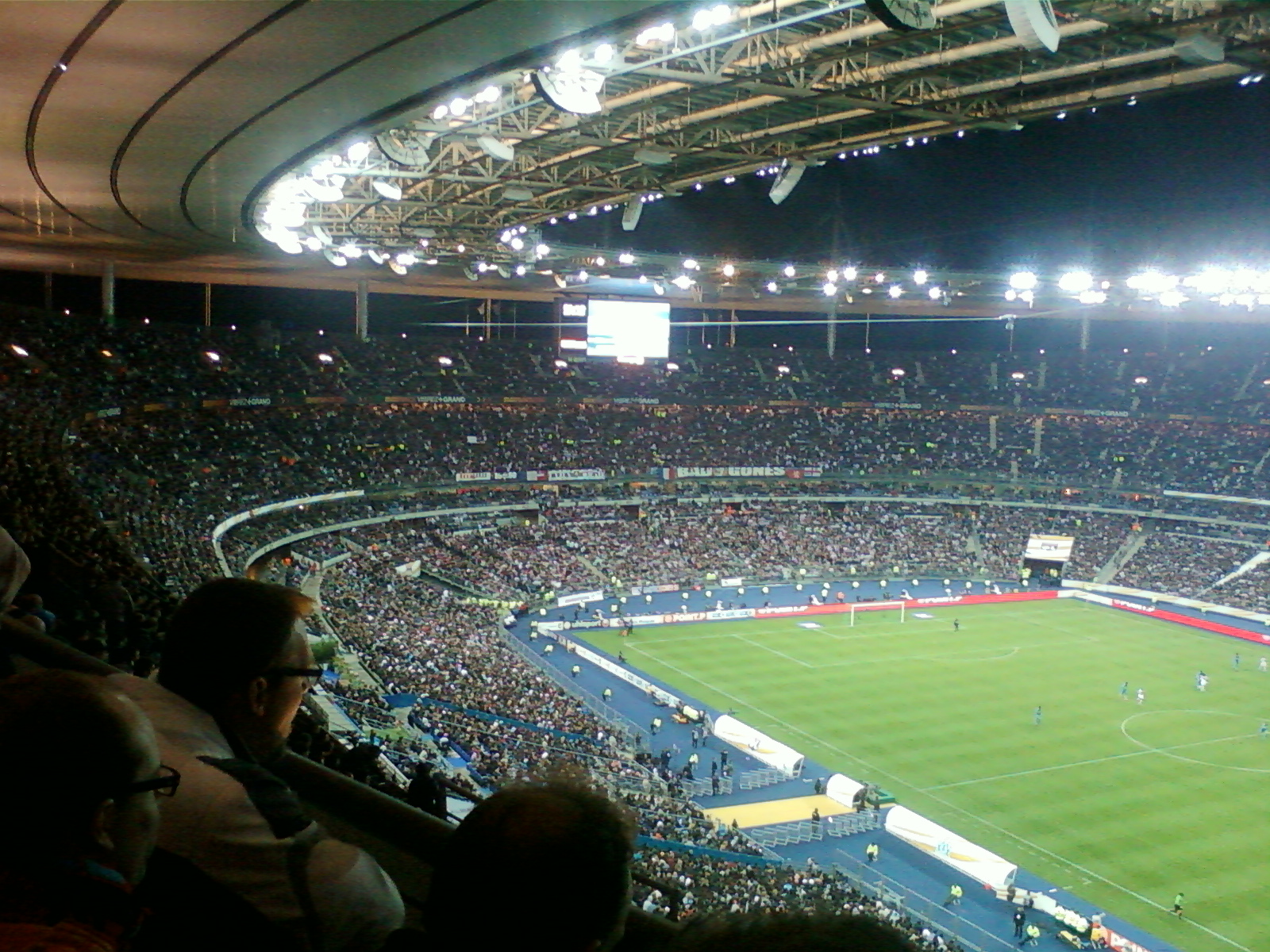
Stade de France (ảnh bên trong), nơi Ronaldo biểu diễn trong trận chung kết World Cup 1998 mặc dù bị lên cơn co giật sáu giờ trước khi trận đấu bắt đầu.

Ronaldo là cầu thủ Brazil cuối cùng bước ra khỏi đường hầm khi hai đội bước vào sân. Trong khi hát quốc ca Brazil, máy quay tập trung vào anh ấy xuyên suốt, trong đó Ronaldo thể hiện rất ít cảm xúc. Steinberg cho rằng Ronaldo đã "mộng du" trong trận chung kết, đồng thời chứng kiến anh bị thương trong một pha va chạm với thủ môn người Pháp Fabien Barthez. Zagallo thừa nhận nỗi sợ hãi về Ronaldo đã ảnh hưởng đến tâm lý toàn đội và nói rằng "trong suốt hiệp một, tôi đã tự hỏi liệu có nên cho anh ấy rời sân hay không", nhưng sợ rằng anh ấy sẽ phản đối kịch liệt ở Brazil nếu anh ấy làm như vậy. Brazil thua chủ nhà Pháp với tỷ số 3–0. Ronaldo sau đó phản ánh: "Chúng tôi đã thua World Cup nhưng tôi đã giành được một chiếc cúp khác - cuộc đời của tôi."
Một cuộc điều tra đã được tiến hành ở Brazil, với bác sĩ của đội Lídio Toledo nói với ủy ban "hãy tưởng tượng nếu tôi ngăn Ronaldo thi đấu và Brazil thua. Lúc đó tôi sẽ phải đến sống ở Bắc Cực."  Adrian Williams, giáo sư của khoa thần kinh lâm sàng tại Đại học Birmingham, nói rằng lẽ ra Ronaldo không nên thi đấu, rằng anh ấy sẽ cảm nhận được hậu quả của cơn động kinh và "không có cách nào để anh ấy có thể thi đấu hết khả năng của mình trong vòng 24 giờ." giờ trong trận đấu đầu tiên của anh ấy – nếu đó là trận đấu đầu tiên của anh ấy." vào đến trận chung kết và kết thúc giải đấu với tư cách là cầu thủ ghi bàn nhiều thứ ba. Bản chất của vụ việc đã đặt ra một loạt câu hỏi và cáo buộc kéo dài trong nhiều năm, Alex Bellos viết trên tờ The Guardian:
''Khi mối lo ngại về sức khỏe của Ronaldo được tiết lộ sau trận đấu, những tình huống đặc biệt của tình huống này đã dẫn đến các thuyết âm mưu. Đây  là vận động viên thể thao nổi tiếng nhất thế giới, chuẩn bị tham gia trận đấu quan trọng nhất trong sự nghiệp của mình thì đột nhiên đổ bệnh một cách khó hiểu. Đó có phải là do căng thẳng, động kinh hay anh ấy đã bị đánh thuốc mê?"
Một âm mưu bao vây Nike, công ty đồ thể thao đã tài trợ cho Ronaldo và đội tuyển quốc gia Brazil, khiến một số người ở Brazil tin rằng công ty này đã ép Ronaldo thi đấu. Cuộc điều tra của quốc hội không thể tìm ra bất kỳ âm mưu nào rộng hơn, mặc dù công chúng Brazil vẫn không bị thuyết phục. Báo cáo cho CNN, Don Riddell viết: "Đó là một trong những bí ẩn lớn nhất của thời đại chúng ta: không phải Quái vật hồ Loch Ness, Stonehenge hay Thành phố đã mất của Atlantis; đó là trường hợp của tiền đạo mất tích - không hẳn là một whodunit, mà là một loại chuyện quái gì đã xảy ra thế?"

### World Cup 2002
Trước FIFA World Cup 2002, Ronaldo hầu như không thi đấu kể từ khi bị đứt dây chằng chéo ở đầu gối phải vào tháng 4 năm 2000, và anh đã bỏ lỡ toàn bộ chiến dịch vòng loại của Brazil, nơi mà khi vắng mặt anh, đội đã chơi rất tệ. Tim Vickery viết, "Không có Ronaldo, Brazil là một kẻ hỗn loạn, thậm chí may mắn được tham dự giải đấu. Với anh ấy, đó lại là một câu chuyện khác." Trong một sự trở lại đáng chú ý sau chấn thương đã đe dọa sự nghiệp của anh, Ronaldo đã dẫn dắt Brazil đến Kỷ lục của họ là danh hiệu World Cup lần thứ năm, nhận Chiếc giày vàng với tư cách vua phá lưới với 8 bàn thắng. Nhiều ấn phẩm coi chiến thắng của cá nhân ông là "sự chuộc lỗi" cho những gì đã xảy ra ở World Cup trước đó. Ronaldo nói về nỗi ám ảnh của anh với việc nâng cao chiếc cúp vô địch World Cup sau khi bị lỡ cơ hội vào năm 1998. "Tôi từng hình dung chiếc cúp ngay trước mắt mình và tưởng tượng cảm giác tuyệt vời như thế nào khi được giơ cao nó lên không trung. cảm giác thực sự tuyệt vời khi cầm nó trong tay và hôn nó." Được mệnh danh là "ba chữ R", Ronaldo đóng vai chính trong một cuộc tấn công đáng gờm cùng với Rivaldo và Ronaldinho, và bộ ba này có tên trong Đội hình toàn sao FIFA World Cup.

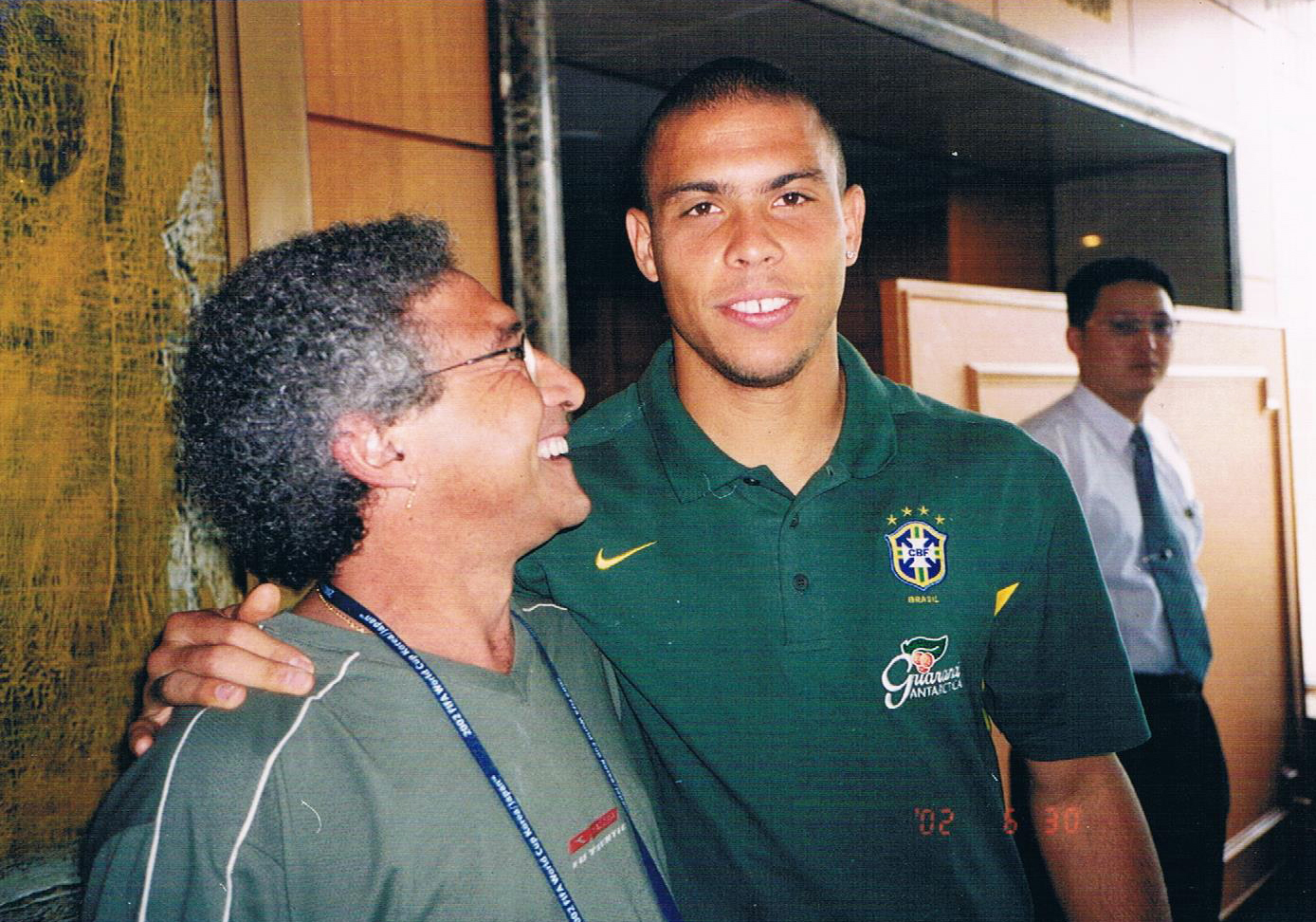
Ronaldo chụp ảnh cùng phóng viên thể thao Israel hôm 29/6, một ngày trước trận chung kết World Cup 2002.

Ronaldo ghi bàn vào lưới mọi đối thủ trong giải đấu ngoại trừ trận tứ kết với Anh. Người ấn định chiến thắng trong trận bán kết với Thổ Nhĩ Kỳ, với bàn thắng ấn định chiến thắng bằng một pha dứt điểm bằng ngón chân mà không có một chút động tác nhấc lưng nào khi đang chạy – một pha dứt điểm mà anh đã học được khi chơi futsal khi còn trẻ – tiếng còi chung cuộc đã chứng kiến những người hâm mộ đứng sau khung thành treo những chữ cái lớn màu trắng để đánh vần tên của anh ấy, giống như Bảng hiệu Hollywood. Nhiều sự chú ý đổ dồn vào kiểu tóc của anh ấy - trong đó đầu anh ấy được cạo trọc ngoại trừ phần tóc trước - được thực hiện như một sự cố tình đánh lạc hướng nhằm chuyển sự chú ý của giới truyền thông khỏi vết thương ở chân. Anh tiết lộ rằng "khi tôi đến tập luyện với kiểu tóc này, mọi người không còn nói về chấn thương nữa". Trong trận chung kết với Đức tại Yokohama, Nhật Bản, Ronaldo ghi hai bàn trong chiến thắng 2–0 của Brazil và san bằng kỷ lục ghi 12 bàn thắng trong sự nghiệp tại World Cup của Pelé. Ronaldo là cầu thủ đầu tiên tìm đến các cầu thủ Đức để gửi lời chia buồn, trước khi anh được Pelé chúc mừng khi nhận huy chương vô địch World Cup. Gérard Saillant, bác sĩ phẫu thuật người Pháp, người phẫu thuật đầu gối cho Ronaldo, có mặt trong đám đông với tư cách khách mời của anh ấy và phát biểu sau trận đấu; "Điều này mang lại hy vọng cho tất cả những người bị thương, ngay cả những người không phải là vận động viên thể thao, rằng bằng cách chiến đấu, bạn có thể làm được. Anh ấy đã trở lại như xưa; điều đó vô cùng thỏa mãn và tôi rất xúc động."
Ronaldo đã nhận được một số giải thưởng cho thành tích của mình, bao gồm Giải thưởng Thể thao Thế giới Laureus cho Sự trở lại của năm và Ngôi sao thể thao thế giới của năm của BBC, và vào tháng 12 năm 2002, anh đã dành tặng giải thưởng Cầu thủ xuất sắc nhất thế giới của FIFA lần thứ ba cho đội ngũ y tế. đã giúp anh hồi phục. Trong một cuộc phỏng vấn năm 2017 với Fox Sports, Ronaldo nói, "Đội bóng xuất sắc nhất mà tôi từng chơi là đội Brazil năm 2002, chúng tôi cảm thấy rằng mình luôn có thể ghi bàn. Đó là một đội không có bất kỳ sự phù phiếm hay cá nhân nào. Tập thể rất quan trọng." 

### World Cup 2006

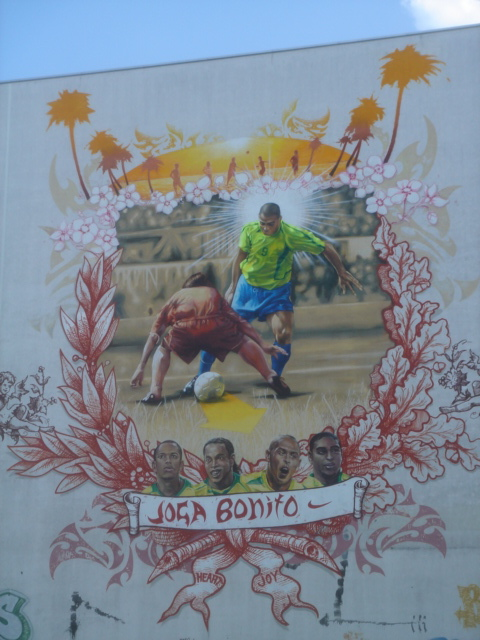
Bức tranh tường Ronaldo ở Berlin quảng bá phong cách chơi Joga Bonito của Brazil. Công trình được Nike ủy quyền trước World Cup 2006 tại Đức.

Vào ngày 2 tháng 6 năm 2004, Ronaldo ghi một hat-trick từ chấm phạt đền bất thường cho Brazil trước đối thủ truyền kiếp Argentina trong trận đấu vòng loại World Cup 2006, đưa họ đứng đầu bảng. Với 10 bàn sau 15 trận, trong đó có bàn thắng vào lưới Venezuela ở trận cuối cùng để đảm bảo vị trí đầu tiên, Ronaldo là cầu thủ ghi nhiều bàn thắng nhất Nam Mỹ trong chiến dịch vòng loại của Brazil. Trước giải đấu, nhiều câu hỏi đã được đặt ra về cân nặng và thể lực của anh, nhưng anh được tuyên bố là đủ sức khỏe cho trận mở màn của Brazil với Croatia.
Tại World Cup 2006, Ronaldo là một phần của "bộ tứ ma thuật" được công chúng biết đến nhiều cùng với Adriano, Ronaldinho và Kaká. Đội tuyển toàn sao Brazil được tôn vinh là bậc thầy của Joga Bonito, "trận đấu đẹp mắt", được Nike quảng cáo trước giải đấu. Dù Brazil thắng hai trận đầu tiên ở vòng bảng trước Croatia và Australia, Ronaldo liên tục bị chế giễu vì thừa cân và chậm chạp, nhưng huấn luyện viên Carlos Alberto Parreira vẫn giữ anh ở đội hình xuất phát.
Với hai bàn thắng vào lưới Nhật Bản ở trận thứ ba, Ronaldo trở thành cầu thủ thứ 20 ghi bàn ở ba kỳ World Cup và cũng cân bằng kỷ lục ghi bàn mọi thời đại ở các trận chung kết World Cup là 14 bàn do Gerd Müller nắm giữ (Ronaldo ghi bàn ở Pháp 98, Hàn Quốc/Nhật Bản 2002 và Đức 2006). Sau đó, anh phá kỷ lục của Müller trong trận đấu ở Vòng 16 đội với Ghana bằng bàn thắng thứ 15 trong sự nghiệp tại World Cup. Với bàn thắng thứ ba trong giải đấu, Ronaldo trở thành cầu thủ thứ hai, sau Jürgen Klinsmann, ghi ít nhất ba bàn ở mỗi kỳ World Cup. Tuy nhiên, Brazil đã bị Pháp hạ gục với tỷ số 1–0 với bàn thắng của tiền đạo Thierry Henry ở tứ kết. Ronaldo được trao Chiếc giày đồng với tư cách là cầu thủ ghi nhiều bàn thắng thứ ba tại World Cup.
Được ghi vào Kỷ lục Guinness Thế giới, Ronaldo nói: "Tôi tự hào về sự nghiệp của mình và những kỷ lục tôi lập được. Nhưng tôi biết rằng một ngày nào đó chúng sẽ bị phá vỡ". trong ba trận chung kết World Cup riêng biệt đã bị phá bởi tiền đạo người Đức Miroslav Klose, người có kỷ lục ghi ít nhất bốn bàn ở mỗi giải trong ba giải đấu, ghi năm bàn ở cả hai trận chung kết năm 2002 và 2006, và bốn bàn ở giải đấu năm 2010. Ronaldo kết thúc với 15 bàn thắng trong 19 trận đấu ở World Cup, trung bình 0,79 bàn mỗi trận. Đồng đội của anh ấy, Kaká phản ánh, "Ronaldo là cầu thủ xuất sắc nhất mà tôi từng chơi cùng. Tôi đã thấy il Fenomeno làm những điều mà chưa ai từng làm."

### Trận chia tay đội tuyển

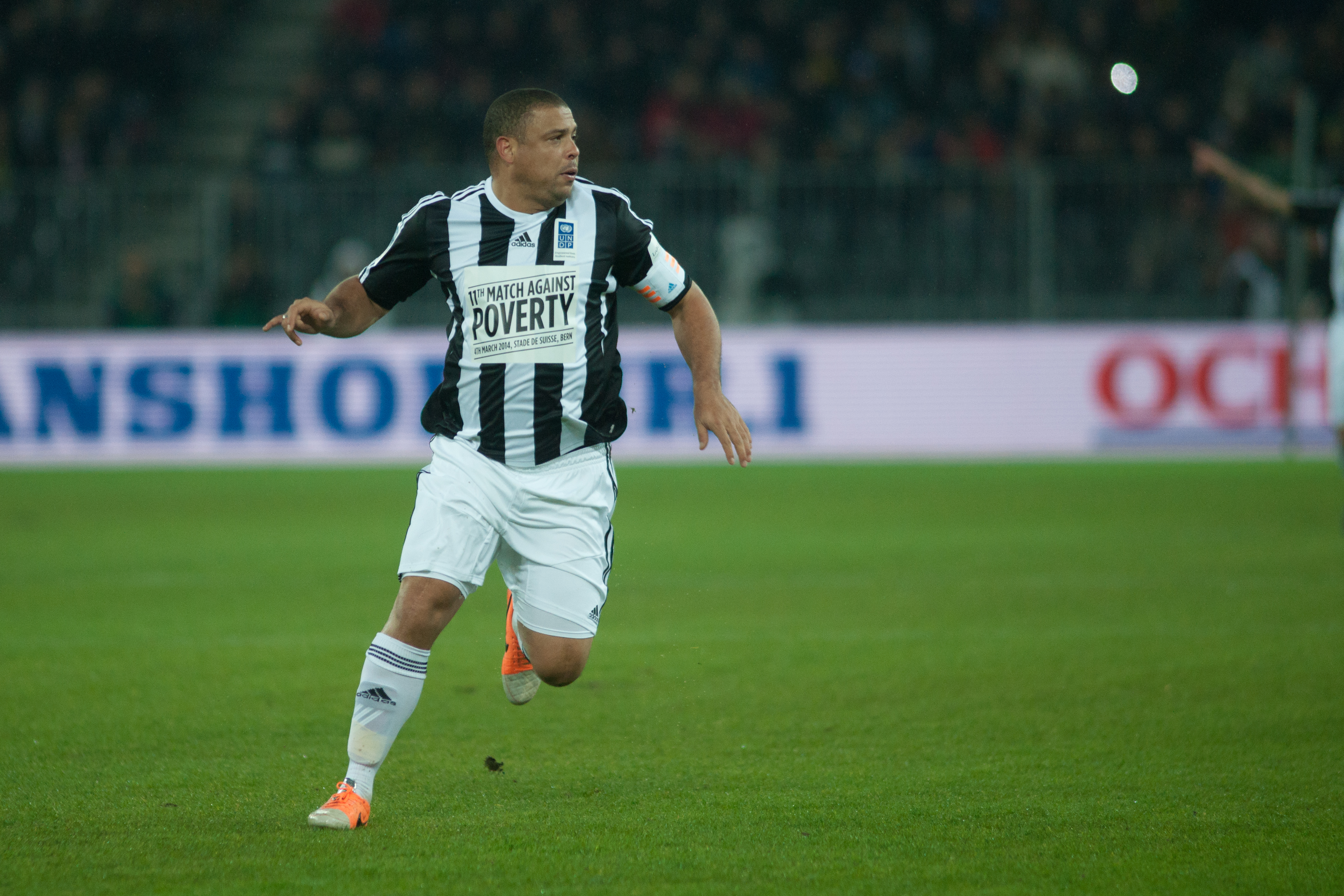
Ronaldo thi đấu trong trận đấu từ thiện chống đói nghèo ở Bern, tháng 3 năm 2014

Vào tháng 2 năm 2011, có thông báo rằng Ronaldo sẽ có trận đấu cuối cùng cho Brazil, trận giao hữu với Romania ở São Paulo vào ngày 7 tháng 6 năm 2011, 5 năm sau trận đấu cuối cùng của anh với đội tuyển quốc gia. Quan chức Liên đoàn bóng đá Brazil Ricardo Teixeira nói rằng thật phù hợp khi trận đấu cuối cùng của anh diễn ra ở Brazil với tư cách đại diện cho quốc gia của anh.
Ronaldo chơi 15 phút trong một trận đấu kết thúc với chiến thắng của Brazil nhờ bàn thắng của Fred. Fred ăn mừng bàn thắng bằng màn ăn mừng 'vẫy ngón tay' nổi tiếng của Ronaldo cùng các đồng đội người Brazil. Ronaldo được tung vào sân ở phút thứ 30, đá cặp với cầu thủ 19 tuổi Neymar trên hàng công, và có ba cú sút trúng đích nhưng bị thủ môn Romania Ciprian Tătărușanu cản phá. Sau khi hiệp một kết thúc, Ronaldo có bài phát biểu chia tay khán giả. Với 62 bàn thắng cho Brazil, Ronaldo giã từ sự nghiệp thi đấu quốc tế với tư cách là cầu thủ ghi bàn nhiều thứ hai cho đất nước anh ấy, chỉ sau Pelé (Neymar đã vượt qua Pelé, với Ronaldo là cầu thủ ghi bàn nhiều thứ ba tính đến tháng 9 năm 2023).

### Trận đấu từ thiện

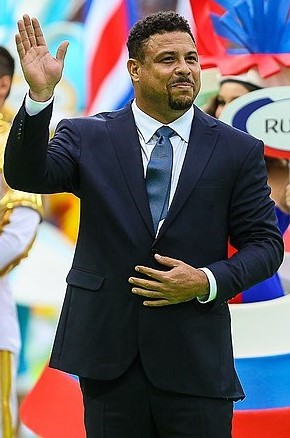
Ronaldo tại lễ khai mạc FIFA World Cup 2018 được tổ chức tại sân vận động Luzhniki ở Moscow, Nga

Vào ngày 13 tháng 12 năm 2011, Ronaldo và Zinedine Zidane đã chơi một trận đấu từ thiện với bạn bè của họ với các cầu thủ cũ và hiện tại của đội tuyển Đức Hamburg trong phiên bản thứ chín của loạt trận Match Against Poverty mà Ronaldo và Zidane thành lập năm 2003. Vào tháng 12 năm 2012, Ronaldo và Zidane tái hợp trong trận đấu chống nghèo đói ở Porto Alegre, Bồ Đào Nha, trên sân đầy những nhà vô địch World Cup đến từ Pháp và Brazil, nơi cũng chứng kiến ngôi sao World Cup 1982 Zico (thần tượng thời thơ ấu của Ronaldo) ra sân cho đội của Ronaldo. . Vào tháng 1 năm 2013, Ronaldo được vinh danh là một trong sáu đại sứ của FIFA World Cup 2014 tại Brazil.
Ronaldo được chọn làm đại sứ thiện chí cho Chương trình Phát triển Liên Hợp Quốc (UNDP) vào năm 2000 vì anh có sức hấp dẫn toàn cầu cao nhất trong giới thể thao và anh ấy đã chấp nhận vai trò này vì anh ấy coi đó là "nghĩa vụ" để giúp đỡ các hoạt động trên toàn thế giới. Ronaldo đã chơi trong trận đấu chống đói nghèo lần thứ 11 của UNDP vào ngày 4 tháng 3 năm 2014 với Zidane XI ở Bern, Thụy Sĩ, với số tiền thu được quyên góp để giúp đỡ các nỗ lực phục hồi ở Philippines sau cơn bão Haiyan. Cùng với Didier Drogba trên hàng công, Ronaldo đã lập hat-trick trong trận đấu năm sau vào ngày 21 tháng 4 năm 2015 tại St Etienne, Pháp, số tiền thu được sẽ được chuyển tới các quốc gia châu Phi bị ảnh hưởng nặng nề nhất bởi dịch Ebola.
Vào ngày 14 tháng 6 năm 2018, Ronaldo góp mặt tại lễ khai mạc FIFA World Cup 2018 được tổ chức tại Sân vận động Luzhniki ở Moscow, Nga. Anh ấy bước ra ngoài cùng một đứa trẻ mặc áo tuyển Nga 2018 ở phần đầu và trở lại vào cuối buổi lễ với quả bóng chính thức của World Cup 2018 – Adidas Telstar 18 – được đưa vào vũ trụ cùng phi hành đoàn Trạm vũ trụ quốc tế vào tháng 3 và quay trở lại Trái đất vào đầu tháng 6.

## Hồ sơ cầu thủ

### Phong cách chơi bóng và di sản
Ronaldo được coi là một trong những tiền đạo vĩ đại nhất và hoàn thiện nhất mọi thời đại. Có biệt danh là Il (hoặc O) Fenomeno (hiện tượng),''anh ấy là một tay săn bàn cừ khôi, và mặc dù thiên về tấn công theo chủ nghĩa cá nhân hơn, anh ấy cũng có khả năng cung cấp các đường kiến tạo cho đồng đội nhờ tầm nhìn, khả năng chuyền bóng và tạt bóng của mình''. . Anh là một cầu thủ cực kỳ mạnh mẽ, nhanh nhẹn và kỹ thuật, có khả năng di chuyển xuất sắc cũng như là một người dứt điểm điềm tĩnh. Được đánh giá cao về khả năng kỹ thuật, Ronaldo có thể sử dụng cả hai chân dù thuận chân phải và được coi là một trong những cầu thủ rê bóng khéo léo nhất trò chơi. Ronaldo cũng sẽ hoạt động bên ngoài vòng cấm trước khi chạy với bóng về phía khung thành, với Rob Smyth viết, "anh ấy chơi như thể mọi cuộc tấn công đều có thời hạn 10 giây.. anh ấy sẽ bùng nổ mà không có cảnh báo nào cho hậu vệ." Anh thường xuyên đánh bại nhiều cầu thủ khi rê bóng ở tốc độ, và xuất sắc trong các tình huống một đối một, nhờ khả năng kiểm soát bóng, tăng tốc, nhanh nhẹn, giữ thăng bằng và động tác chân nhanh nhẹn ở thời kỳ sơ khai.
Huấn luyện viên của anh ấy tại Barcelona, Bobby Robson, nhận xét: "Ronaldo có thể xuất phát từ nửa đường và toàn bộ sân vận động sẽ bốc cháy. Anh ấy là người chạy với bóng nhanh nhất mà tôi từng thấy. Nếu anh ấy không bị chấn thương, anh ấy sẽ có mọi cơ hội để trở thành cầu thủ bóng đá xuất sắc nhất từ trước đến nay." Trong các tình huống một chọi một, Ronaldo thường sử dụng những chiêu thức tinh vi để lừa và đánh bại các hậu vệ và thủ môn; ông đã phổ biến việc sử dụng nhiều thủ thuật bóng đá như đàn hồi và bước qua. Sid Lowe của Sports Illustrated đã viết, "Khi anh ấy đối đầu với thủ môn, bạn biết rằng anh ấy sẽ ghi bàn. Anh ấy rất tự nhiên, rất ngầu, hoàn toàn kiểm soát được. Anh ấy sẽ nhún vai, bước tới và đập! "
—Rob Smyth, tờ báo The Guardians.
Đồng đội ở Barcelona của anh ấy, Óscar García, nhận xét: "Tôi chưa bao giờ thấy ai chơi bóng với khả năng kỹ thuật, sự sáng tạo và độ chính xác cao như vậy với tốc độ đáng kinh ngạc đó. Điều khiến tất cả chúng tôi nổi bật, kể từ thời điểm chúng tôi gặp Ronnie, là anh ấy có thể làm được nhiều điều." điều mà các cầu thủ khác thấy rất khó khăn và khiến chúng trông có vẻ dễ dàng. Nhưng anh ấy cũng có thể tạo ra những điều đó khi chạy với tốc độ bùng nổ không thể tin được. " Với sự kết hợp giữa tốc độ, kỹ năng và dứt điểm, Ronaldinho đã gọi Ronaldo là "tiền đạo hoàn thiện nhất ở đó". đã từng như vậy", quan điểm được lặp lại bởi Zlatan Ibrahimović, người đã nói, "với tư cách là một cầu thủ bóng đá, anh ấy đã hoàn thiện. Theo quan điểm của tôi, sẽ không bao giờ có cầu thủ nào giỏi hơn anh ấy." Thần tượng ghi bàn của Lionel Messi người Argentina nói rằng "Ronaldo là tiền đạo xuất sắc nhất mà tôi từng thấy. Anh ấy nhanh đến mức có thể ghi bàn từ con số không." Muốn bắt chước Ronaldo khi lớn lên, tiền đạo Mohamed Salah của Ai Cập và Liverpool đã phát biểu, "Khả năng, sự tốc độ, trí thông minh, anh ấy có tất cả mọi thứ". Gọi Ronaldo là nguồn cảm hứng, Wayne Rooney nói, "với tư cách là một tiền đạo xuất sắc, anh ấy có lẽ là người giỏi nhất." Ảnh hưởng nổi bật đối với một thế hệ tiền đạo, từ Karim Benzema đến Sergio Agüero, với Romelu Lukaku nói rằng " anh ấy đã thay đổi chiều hướng của một tiền đạo" và có thể "rê bóng như một cầu thủ chạy cánh, chạy như một vận động viên chạy nước rút", Zlatan nói thêm, "không ai có ảnh hưởng đến bóng đá và các cầu thủ nổi lên nhiều như Ronaldo".
''Ronaldo, như rất nhiều người ngưỡng mộ anh thừa nhận, đã thay đổi định nghĩa của một tiền đạo cắm. Mỗi khi bạn nhìn thấy một tiền đạo được kỳ vọng sẽ cầm bóng, đánh bại cầu thủ, đánh đầu, sút từ xa, lùi sâu, làm mọi thứ mà một tiền đạo có thể làm - bạn có thể nên nhớ đến anh ấy. Anh ấy thay đổi ranh giới, thách thức các quy ước, giống như Messi và Cristiano Ronaldo đã thay đổi nhận thức của chúng ta về một cầu thủ chạy cánh. Ronaldo, Ronaldo nguyên bản, đã truyền cảm hứng cho một nhóm người bắt chước, những cầu thủ mà chúng ta thấy trên màn hình mỗi cuối tuần. Nhưng anh ấy cũng đã xoay chuyển trò chơi để nó luôn giống anh ấy một chút. Hơn hết, anh ấy đã biến số 9 đó thành của riêng mình.''
— Rory Smith viết cho ESPN về việc Ronaldo thay đổi lối chơi của các tiền đạo, tháng 3 năm 2016.
Emilio Butragueño nói, "Ronaldo tạo ra một cơ hội ghi bàn ở nơi nó không tồn tại. Hầu hết các tiền đạo đều cần các tiền vệ và đồng đội của họ, nhưng anh ấy thì không." Về tốc độ suy nghĩ của mình, Kaká nói "Đối với tôi, những cầu thủ giỏi nhất là những người có thể nghĩ ra một lối chơi và thực hiện nó nhanh nhất và theo cách tốt nhất có thể, và Ronaldo là người giỏi nhất ở khoản đó. Tốc độ suy nghĩ mà anh ấy có - và tốc độ anh ấy phải thực hiện các hành động của mình - là hoàn hảo."  Ronaldo cũng là một cầu thủ khỏe khoắn và mạnh mẽ, có thể che chắn bóng khỏi đối phương, giống như cựu hậu vệ người Ý Alessandro Nesta (người đã đối mặt với Ronaldo trong trận đấu tay đôi đỉnh cao ở trận chung kết UEFA Cup 1998 được coi là " kẻ tấn công xuất sắc nhất chống lại hậu vệ xuất sắc nhất Serie A") nói: "Đó là trải nghiệm tồi tệ nhất trong sự nghiệp của tôi. Ronaldo là kẻ tấn công khó khăn nhất mà tôi từng phải đối mặt." Khi được hỏi ai là đối thủ khó khăn nhất trong sự nghiệp của anh ấy Fabio Cannavaro trả lời: "Tôi không nghi ngờ gì nữa, Ronaldo, hiện tượng này. Đối với thế hệ của tôi, anh ấy giống như Maradona hay Pelé đối với những thế hệ trước. Anh ấy thật không thể chê vào đâu được." Sid Lowe so sánh khả năng của Ronaldo trong việc hạ gục nhiều đối thủ chỉ trong một đường chạy với những gì cầu thủ bóng bầu dục Jonah Lomu đã làm trong cùng thời đại. Về ảnh hưởng của Ronaldo đối với sự phát triển của trung phong. Ở vai trò tiền đạo, cựu tiền đạo người Pháp Thierry Henry nói: "Anh ấy đã làm những điều chưa ai từng thấy trước đây. Anh cùng với Romário và George Weah đã tái tạo lại vị trí trung vệ. Họ là những người đầu tiên lao ra khỏi vòng cấm để nhặt bóng ở giữa sân, di chuyển sang hai bên cánh, thu hút và làm mất phương hướng của các trung vệ bằng những pha chạy chỗ, tăng tốc và rê bóng."

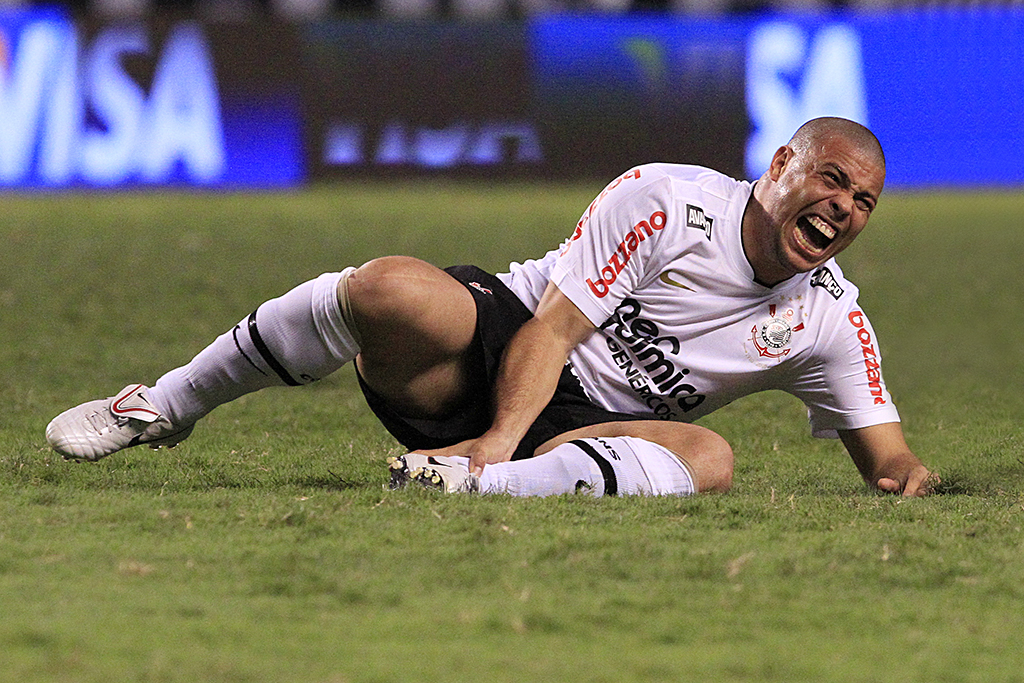
Ronaldo bị đau mắt cá chân vào năm 2010. Chấn thương này là trường hợp mới nhất của một tiền đạo bị chấn thương đầu gối nghiêm trọng khiến sự nghiệp của anh bị cản trở trong những năm 2000.

So sánh khả năng bẩm sinh của anh với Roger Federer, Paul MacDonald của Goal viết, "thật vui khi được chứng kiến một điều gì đó mà chúng ta biết là cực kỳ khó được thực hiện một cách dễ dàng đáng kể. Ronaldo thời kỳ đỉnh cao đã có thể làm điều đó tốt hơn bất kỳ ai từng thi đấu." trận đấu." Việc phụ thuộc vào khả năng bẩm sinh vượt trội của anh ấy được cho là lý do khiến khả năng tập luyện của anh ấy thường không cao bằng các đồng đội - mặc dù vấn đề về đầu gối của anh ấy cũng có thể là một yếu tố - với đồng đội Brazil Emerson nói rằng "Ronaldo cảm thấy anh ấy không cần phải làm việc chăm chỉ như chúng tôi, rằng anh ấy có thể làm trong hai ngày những gì mà chúng tôi phải mất mười ngày để làm. Và thông thường, anh ấy đã đúng". Về tài năng sớm phát triển của anh ấy - tài năng giúp anh ấy trở thành Cầu thủ xuất sắc nhất thế giới của FIFA ở tuổi 20 và người nhận Quả bóng vàng trẻ nhất ở tuổi 21 - Rob Smyth của The Guardian đã viết vào năm 2016, "Ronaldo dễ dàng là cầu thủ xuất sắc nhất trong số các cầu thủ xuất sắc nhất thế giới." Có thể là 30 năm qua. Ronaldo và Messi còn lại đều là những thanh thiếu niên xuất sắc nhưng không có tác động tương tự ở độ tuổi đó. Chỉ Pelé, Diego Maradona và George Best thực sự có thể so sánh được."  Trong cuộc đời, José Mourinho cho biết: "Ronaldo, El Fenomeno. Cristiano Ronaldo và Leo Messi đã có sự nghiệp lâu dài hơn. Họ vẫn đứng đầu hàng ngày trong 15 năm. Tuy nhiên, nếu chúng ta nói một cách nghiêm túc về tài năng và kỹ năng thì không ai có thể vượt qua Ronaldo." " Mikaël Silvestre nói, "Tôi đã thi đấu với Lionel Messi và tôi đã chơi với Cristiano ở Manchester United, nhưng anh ấy [Ronaldo] là một thứ khác về tốc độ. Cristiano, có lẽ bạn có thể đoán rằng anh ấy có ba hoặc bốn tốc độ những thủ thuật mà anh ấy sẽ sử dụng hầu hết thời gian, nhưng Ronaldo, nó luôn là một điều gì đó khác biệt. Anh ấy phát minh ra mọi thứ ngay tại chỗ, vì vậy bạn không thể hướng dẫn anh ấy trái hay phải bởi vì anh ấy sẽ thoát khỏi những tình huống này, bất kể thế nào đi nữa". Năm 2020, Ronaldo có tên trong Đội hình trong mơ Quả bóng vàng. , đội hình xuất sắc nhất mọi thời đại do tạp chí France Football xuất bản.
Ở thời kỳ đỉnh cao về thể chất vào những năm 1990, Ronaldo bị ảnh hưởng nặng nề bởi chấn thương đầu gối mà anh phải chịu từ cuối năm 1999 trở đi và việc tăng cân sau đó trong thời gian không hoạt động, khiến tốc độ, thể lực và khả năng di chuyển của anh bị hạn chế. Theo nhà vật lý trị liệu Nilton Petrone, Ronaldo rất dễ bị chấn thương do tình trạng sức khỏe kết hợp với hoạt động chạy bùng nổ của anh ấy. "Ronaldo mắc chứng loạn sản xương bánh chè. Điều này khiến mối quan hệ giữa xương bánh chè và xương đùi có phần không ổn định. Không có phẫu thuật trực tiếp nào cho vấn đề đó nên xương bánh chè vẫn giữ nguyên, thiếu một từ hay hơn, "nhảy múa" trên xương đùi. Ronaldo bị chấn thương không phải do cơ thể yếu ớt mà do khả năng bùng nổ, không chỉ chạy nhanh trên một đường thẳng mà còn đổi hướng với tốc độ đáng kinh ngạc. Ronaldo di chuyển từ trái sang phải rất nhanh...vì vậy Rõ ràng là, qua cách anh ấy thi đấu, chấn thương luôn có thể xảy ra". Thừa nhận "anh ấy không bao giờ hoàn toàn giống như trước" sau chấn thương đầu gối vào năm 2000, với "tốc độ và sức mạnh tàn bạo của anh ấy giảm đi so với The Phenomenon" vào những năm 1990, tạp chí FourFourTwo đã xếp anh ấy là cầu thủ xuất sắc nhất tại World Cup 2002, đồng thời nói thêm " anh ấy vẫn vượt trội so với phần còn lại" trong giải đấu.

### Biệt danh
Biệt danh "người ngoài hành tinh Ronaldo" được cả thế giới gọi bắt đầu từ năm 1996 khi anh thi đấu cho Câu lạc bộ Bacelona.
Trong đội tuyển Brasil, anh và Romário hợp thành bộ đôi tiền đạo rất ăn ý, được báo giới gọi là "bộ đôi Ro - Ro". Bộ đôi Ro - Ro trong năm 1997 từng là nỗi khiếp sợ đối với những hàng phòng thủ, thế nhưng từ năm 1998 Romário không được chơi nhiều cho tuyển vàng - xanh, cái danh hiệu này không còn được nhắc tới.
Từ World Cup 1998 trở đi, đội tuyển Brasil nổi lên một danh hiệu khác, dùng để chỉ Ronaldo và những cái tên quan trọng khác cùng bắt đầu bằng chữ R, đó là cụm từ "Bộ 3R" 
là của Ronaldo, Rivaldo và Roberto Carlos, 3 người đều được bầu vào đội hình xuất sắc nhất World Cup năm đó. Năm 2002, bộ 3R là Ronaldo, Rivaldo và Ronaldinho, tiếp tục có mặt trong đội hình xuất sắc của World Cup. Đến World Cup 2006, Rivaldo không đá và Robinho trở thành một trong bộ 3R. Cụm từ "bộ 3R" nổi tiếng với tuyển vàng - xanh trong một thời gian dài, nó nói lên phần nào sự ổn định về phong độ và vai trò của Ronaldo, khi anh luôn được coi là trụ cột của đội bóng trong 3 kỳ World Cup và 12 năm lịch sử.

## Thống kê
| Thành tích cấp CLB  | Thành tích cấp CLB  | Thành tích cấp CLB  | Giải vô địch | Giải vô địch | Cúp quốc gia   | Cúp quốc gia   | Cúp châu lục | Cúp châu lục | Tổng cộng | Tổng cộng |
| Mùa giải            | CLB                 | Giải vô địch        | Trận         | Bàn          | Trận           | Bàn            | Trận         | Bàn          | Trận      | Bàn       |
| Brazil              | Brazil              | Brazil              | Giải vô địch | Giải vô địch | Copa do Brasil | Copa do Brasil | Nam Mỹ       | Nam Mỹ       | Tổng cộng | Tổng cộng |
| ------------------- | ------------------- | ------------------- | ------------ | ------------ | -------------- | -------------- | ------------ | ------------ | --------- | --------- |
| 1993                | Cruzeiro            | Série A             | 14           | 12           | -              | -              | 12           | 10           | 441       | 441       |
| Hà Lan              | Hà Lan              | Hà Lan              | Giải vô địch | Giải vô địch | KNVB Cup       | KNVB Cup       | Châu Âu      | Châu Âu      | Tổng cộng | Tổng cộng |
| 1994–95             | PSV                 | Eredivisie          | 33           | 30           | 1              | 2              | 2            | 3            | 36        | 35        |
| 1995–96             | PSV                 | Eredivisie          | 13           | 12           | 3              | 1              | 5            | 6            | 21        | 19        |
| Tây Ban Nha         | Tây Ban Nha         | Tây Ban Nha         | Giải vô địch | Giải vô địch | Copa del Rey   | Copa del Rey   | Châu Âu      | Châu Âu      | Tổng cộng | Tổng cộng |
| 1996–97             | Barcelona           | La Liga             | 37           | 34           | 5              | 8              | 7            | 5            | 49        | 47        |
| Ý                   | Ý                   | Ý                   | Giải vô địch | Giải vô địch | Coppa Italia   | Coppa Italia   | Châu Âu      | Châu Âu      | Tổng cộng | Tổng cộng |
| 1997–98             | Inter Milan         | Serie A             | 32           | 25           | 4              | 3              | 11           | 6            | 47        | 34        |
| 1998–99             | Inter Milan         | Serie A             | 19           | 14           | 3              | 0              | 6            | 1            | 28        | 15        |
| 1999–00             | Inter Milan         | Serie A             | 7            | 3            | 1              | 0              | 0            | 0            | 8         | 3         |
| 2000–01             | Inter Milan         | Serie A             | 0            | 0            | 0              | 0              | 0            | 0            | 0         | 0         |
| 2001–02             | Inter Milan         | Serie A             | 10           | 7            | 1              | 0              | 5            | 0            | 16        | 7         |
| Tây Ban Nha         | Tây Ban Nha         | Tây Ban Nha         | Giải vô địch | Giải vô địch | Copa del Rey   | Copa del Rey   | Châu Âu      | Châu Âu      | Tổng cộng | Tổng cộng |
| 2002–03             | Real Madrid         | La Liga             | 31           | 23           | 1              | 0              | 12           | 7            | 44        | 30        |
| 2003–04             | Real Madrid         | La Liga             | 32           | 24           | 7              | 3              | 9            | 4            | 48        | 31        |
| 2004–05             | Real Madrid         | La Liga             | 34           | 21           | 1              | 0              | 10           | 3            | 45        | 24        |
| 2005–06             | Real Madrid         | La Liga             | 23           | 14           | 2              | 1              | 2            | 0            | 27        | 15        |
| 2006–07             | Real Madrid         | La Liga             | 7            | 1            | 2              | 1              | 4            | 2            | 13        | 4         |
| Ý                   | Ý                   | Ý                   | Giải vô địch | Giải vô địch | Coppa Italia   | Coppa Italia   | Châu Âu      | Châu Âu      | Tổng cộng | Tổng cộng |
| 2006–07             | AC Milan            | Serie A             | 14           | 7            | 0              | 0              | 0            | 0            | 14        | 7         |
| 2007–08             | AC Milan            | Serie A             | 6            | 2            | 0              | 0              | 0            | 0            | 6         | 2         |
| Brazil              | Brazil              | Brazil              | Giải vô địch | Giải vô địch | Copa do Brasil | Copa do Brasil | Nam Mỹ       | Nam Mỹ       | Tổng cộng | Tổng cộng |
| 2009                | Corinthians         | Série A             | 20           | 12           | 8              | 3              | —            | —            | 382       | 232       |
| 2010                | Corinthians         | Série A             | 11           | 6            | —              | —              | 7            | 3            | 273       | 123       |
| 2011                | Corinthians         | Série A             | —            | —            | —              | —              | 2            | —            | 4         | —4        |
| Tổng cộng           | Brazil              | Brazil              | 45           | 30           | 8              | 3              | 21           | 13           | 1135      | 795       |
| Tổng cộng           | Hà Lan              | Hà Lan              | 46           | 42           | 4              | 3              | 7            | 9            | 57        | 54        |
| Tổng cộng           | Tây Ban Nha         | Tây Ban Nha         | 164          | 117          | 18             | 13             | 44           | 21           | 226       | 151       |
| Tổng cộng           | Ý                   | Ý                   | 88           | 58           | 9              | 3              | 22           | 7            | 119       | 68        |
| Tổng cộng sự nghiệp | Tổng cộng sự nghiệp | Tổng cộng sự nghiệp | 343          | 247          | 39             | 22             | 94           | 50           | 5155      | 3525      |

1 bao gồm 18 trận và 22 bàn thắng tại giải Campeonato Mineiro 1994.

2 bao gồm 10 trận và 8 bàn thắng tại giải Campeonato Paulista 2009.

3 bao gồm 9 trận và 3 bàn thắng tại giải Campeonato Paulista 2010.

4 bao gồm 2 trận tại giải Campeonato Paulista 2011.
| #  | Trận đấu | Ngày                 | Địa điểm                                                     | Đối thủ              | Bàn thắng | Kết quả     | Giải đấu                               |
| -- | -------- | -------------------- | ------------------------------------------------------------ | -------------------- | --------- | ----------- | -------------------------------------- |
| 1  | 2        | 4 tháng 5 năm 1994   | Sân vận động Ressacada, Florianópolis, Brasil                | Iceland              | 1–0       | 3–0         | Giao hữu                               |
| 2  | 8        | 11 tháng 6 năm 1995  | Sân vận động Wembley, Luân Đôn, Anh                          | Anh                  | 2–1       | 3–1         | Giao hữu                               |
| 3  | 10       | 11 tháng 10 năm 1995 | Sân vận động Pituaçu, Salvador, Brasil                       | Uruguay              | 1–0       | 2–0         | Giao hữu                               |
| 4  | 10       | 11 tháng 10 năm 1995 | Sân vận động Pituaçu, Salvador, Brasil                       | Uruguay              | 2–0       | 2–0         | Giao hữu                               |
| 5  | 11       | 28 tháng 8 năm 1996  | Sân vận động Trung tâm Dynamo, Moskva, Nga                   | Nga                  | 2–2       | 2–2         | Giao hữu                               |
| 6  | 13       | 16 tháng 10 năm 1996 | Albertão, Teresina, Brasil                                   | Litva                | 1–0       | 3–1         | Giao hữu                               |
| 7  | 13       | 16 tháng 10 năm 1996 | Albertão, Teresina, Brasil                                   | Litva                | 2–1       | 3–1         | Giao hữu                               |
| 8  | 13       | 16 tháng 10 năm 1996 | Albertão, Teresina, Brasil                                   | Litva                | 3–1       | 3–1         | Giao hữu                               |
| 9  | 14       | 18 tháng 12 năm 1996 | Vivaldão, Manaus, Brasil                                     | Bosna và Hercegovina | 1–0       | 1–0         | Giao hữu                               |
| 10 | 15       | 26 tháng 2 năm 1997  | Sân vận động Serra Dourada, Goiânia, Brasil                  | Ba Lan               | 3–0       | 4–2         | Giao hữu                               |
| 11 | 15       | 26 tháng 2 năm 1997  | Sân vận động Serra Dourada, Goiânia, Brasil                  | Ba Lan               | 4–0       | 4–2         | Giao hữu                               |
| 12 | 16       | 2 tháng 4 năm 1997   | Sân vận động Quốc gia Mané Garrincha, Brasília, Brasil       | Chile                | 1–0       | 4–0         | Giao hữu                               |
| 13 | 16       | 2 tháng 4 năm 1997   | Sân vận động Quốc gia Mané Garrincha, Brasília, Brasil       | Chile                | 3–0       | 4–0         | Giao hữu                               |
| 14 | 20       | 8 tháng 6 năm 1997   | Sân vận động Gerland, Lyon, Pháp                             | Ý                    | 2–3       | 3–3         | Giao hữu                               |
| 15 | 22       | 13 tháng 6 năm 1997  | Sân vận động Ramón Tahuichi Aguilera, Santa Cruz, Bolivia    | Costa Rica           | 3–0       | 5–0         | Copa América 1997                      |
| 16 | 22       | 13 tháng 6 năm 1997  | Sân vận động Ramón Tahuichi Aguilera, Santa Cruz, Bolivia    | Costa Rica           | 4–0       | 5–0         | Copa América 1997                      |
| 17 | 25       | 22 tháng 6 năm 1997  | Sân vận động Ramón Tahuichi Aguilera, Santa Cruz, Bolivia    | Paraguay             | 1–0       | 2–0         | Copa América 1997                      |
| 18 | 25       | 22 tháng 6 năm 1997  | Sân vận động Ramón Tahuichi Aguilera, Santa Cruz, Bolivia    | Paraguay             | 2–0       | 2–0         | Copa América 1997                      |
| 19 | 27       | 29 tháng 6 năm 1997  | Sân vận động Hernando Siles, La Paz, Bolivia                 | Bolivia              | 2–1       | 3–1         | Chung kết Copa América 1997            |
| 20 | 28       | 10 tháng 8 năm 1997  | Sân vận động Olympic Seoul, Seoul, Hàn Quốc                  | Hàn Quốc             | 1–1       | 2–1         | Giao hữu                               |
| 21 | 33       | 19 tháng 12 năm 1997 | Sân vận động Quốc tế Nhà vua Fahd, Riyadh, Ả Rập Xê Út       | Cộng hòa Séc         | 2–0       | 2–0         | FIFA Confederations Cup 1997           |
| 22 | 34       | 21 tháng 12 năm 1997 | Sân vận động Quốc tế Nhà vua Fahd, Riyadh, Ả Rập Xê Út       | Úc                   | 1–0       | 6–0         | Chung kết FIFA Confederations Cup 1997 |
| 23 | 34       | 21 tháng 12 năm 1997 | Sân vận động Quốc tế Nhà vua Fahd, Riyadh, Ả Rập Xê Út       | Úc                   | 2–0       | 6–0         | Chung kết FIFA Confederations Cup 1997 |
| 24 | 34       | 21 tháng 12 năm 1997 | Sân vận động Quốc tế Nhà vua Fahd, Riyadh, Ả Rập Xê Út       | Úc                   | 5–0       | 6–0         | Chung kết FIFA Confederations Cup 1997 |
| 25 | 35       | 25 tháng 3 năm 1998  | Mercedes-Benz Arena, Stuttgart, Đức                          | Đức                  | 2–1       | 2–1         | Giao hữu                               |
| 26 | 39       | 16 tháng 6 năm 1998  | Sân vận động Beaujoire, Nantes, Pháp                         | Maroc                | 1–0       | 3–0         | World Cup 1998                         |
| 27 | 41       | 27 tháng 6 năm 1998  | Sân vận động Công viên các Hoàng tử, Paris, Pháp             | Chile                | 3–0       | 4–1         | World Cup 1998                         |
| 28 | 41       | 27 tháng 6 năm 1998  | Sân vận động Công viên các Hoàng tử, Paris, Pháp             | Chile                | 4–1       | 4–1         | World Cup 1998                         |
| 29 | 43       | 7 tháng 7 năm 1998   | Sân vận động Vélodrome, Marseille, Pháp                      | Hà Lan               | 1–0       | 1–1 (4–2 p) | World Cup 1998                         |
| 30 | 45       | 26 tháng 6 năm 1999  | Arena da Baixada, Curitiba, Brasil                           | Latvia               | 3–0       | 3–0         | Giao hữu                               |
| 31 | 46       | 30 tháng 6 năm 1999  | Sân vận động Antonio Aranda, Ciudad del Este, Paraguay       | Venezuela            | 1–0       | 7–0         | Copa América 1999                      |
| 32 | 46       | 30 tháng 6 năm 1999  | Sân vận động Antonio Aranda, Ciudad del Este, Paraguay       | Venezuela            | 4–0       | 7–0         | Copa América 1999                      |
| 33 | 48       | 6 tháng 7 năm 1999   | Sân vận động Antonio Aranda, Ciudad del Este, Paraguay       | Chile                | 1–0       | 1–0         | Copa América 1999                      |
| 34 | 49       | 11 tháng 7 năm 1999  | Sân vận động Antonio Aranda, Ciudad del Este, Paraguay       | Argentina            | 2–1       | 2–1         | Copa América 1999                      |
| 35 | 51       | 18 tháng 7 năm 1999  | Sân vận động Defensores del Chaco, Asunción, Paraguay        | Uruguay              | 3–0       | 3–0         | Chung kết Copa América 1999            |
| 36 | 53       | 7 tháng 9 năm 1999   | Sân vận động Beira-Rio, Porto Alegre, Brasil                 | Argentina            | 4–1       | 4–2         | Giao hữu                               |
| 37 | 57       | 25 tháng 5 năm 2002  | Sân vận động Quốc gia Bukit Jalil, Kuala Lumpur, Malaysia    | Malaysia             | 1–0       | 4–0         | Giao hữu                               |
| 38 | 58       | 3 tháng 6 năm 2002   | Sân vận động bóng đá Ulsan Munsu, Ulsan, Hàn Quốc            | Thổ Nhĩ Kỳ           | 1–1       | 2–1         | World Cup 2002                         |
| 39 | 59       | 8 tháng 6 năm 2002   | Sân vận động World Cup Jeju, Seogwipo, Hàn Quốc              | Trung Quốc           | 4–0       | 4–0         | World Cup 2002                         |
| 40 | 60       | 13 tháng 6 năm 2002  | Sân vận động World Cup Suwon, Suwon, Hàn Quốc                | Costa Rica           | 1–0       | 5–2         | World Cup 2002                         |
| 41 | 60       | 13 tháng 6 năm 2002  | Sân vận động World Cup Suwon, Suwon, Hàn Quốc                | Costa Rica           | 2–0       | 5–2         | World Cup 2002                         |
| 42 | 61       | 17 tháng 6 năm 2002  | Sân vận động Noevir Kobe, Kobe, Nhật Bản                     | Bỉ                   | 2–0       | 2–0         | World Cup 2002                         |
| 43 | 63       | 26 tháng 6 năm 2002  | Sân vận động Saitama, Saitama, Nhật Bản                      | Thổ Nhĩ Kỳ           | 1–0       | 1–0         | World Cup 2002                         |
| 44 | 64       | 30 tháng 6 năm 2002  | Sân vận động Nissan, Yokohama, Nhật Bản                      | Đức                  | 1–0       | 2–0         | Chung kết World Cup 2002               |
| 45 | 64       | 30 tháng 6 năm 2002  | Sân vận động Nissan, Yokohama, Nhật Bản                      | Đức                  | 2–0       | 2–0         | Chung kết World Cup 2002               |
| 46 | 66       | 20 tháng 11 năm 2002 | Sân vận động World Cup Seoul, Seoul, Hàn Quốc                | Hàn Quốc             | 1–1       | 3–2         | Giao hữu                               |
| 47 | 66       | 20 tháng 11 năm 2002 | Sân vận động World Cup Seoul, Seoul, Hàn Quốc                | Hàn Quốc             | 2–2       | 3–2         | Giao hữu                               |
| 48 | 70       | 7 tháng 9 năm 2003   | Sân vận động Đô thị Roberto Meléndez, Barranquilla, Colombia | Colombia             | 1–0       | 2–1         | Vòng loại World Cup 2006               |
| 49 | 74       | 18 tháng 11 năm 2003 | Pinheirão, Curitiba, Brasil                                  | Uruguay              | 2–1       | 3–3         | Vòng loại World Cup 2006               |
| 50 | 74       | 18 tháng 11 năm 2003 | Pinheirão, Curitiba, Brasil                                  | Uruguay              | 3–3       | 3–3         | Vòng loại World Cup 2006               |
| 51 | 78       | 2 tháng 6 năm 2004   | Mineirão, Belo Horizonte, Brasil                             | Argentina            | 1–0       | 3–1         | Vòng loại World Cup 2006               |
| 52 | 78       | 2 tháng 6 năm 2004   | Mineirão, Belo Horizonte, Brasil                             | Argentina            | 2–0       | 3–1         | Vòng loại World Cup 2006               |
| 53 | 78       | 2 tháng 6 năm 2004   | Mineirão, Belo Horizonte, Brasil                             | Argentina            | 3–1       | 3–1         | Vòng loại World Cup 2006               |
| 54 | 81       | 5 tháng 9 năm 2004   | Sân vận động Morumbi, São Paulo, Brasil                      | Bolivia              | 1–0       | 3–1         | Vòng loại World Cup 2006               |
| 55 | 83       | 9 tháng 10 năm 2004  | Sân vận động José Pachencho Romero, Maracaibo, Venezuela     | Venezuela            | 3–0       | 5–2         | Vòng loại World Cup 2006               |
| 56 | 83       | 9 tháng 10 năm 2004  | Sân vận động José Pachencho Romero, Maracaibo, Venezuela     | Venezuela            | 4–0       | 5–2         | Vòng loại World Cup 2006               |
| 57 | 90       | 12 tháng 10 năm 2005 | Sân vận động Olympic Pará, Pará, Brasil                      | Venezuela            | 2–0       | 3–0         | Vòng loại World Cup 2006               |
| 58 | 91       | 1 tháng 3 năm 2006   | RZD Arena, Moskva, Nga                                       | Nga                  | 1–0       | 1–1         | Giao hữu                               |
| 59 | 92       | 4 tháng 6 năm 2006   | Sân vận động Genève, Genève, Thụy Sĩ                         | New Zealand          | 1–0       | 4–0         | Giao hữu                               |
| 60 | 95       | 22 tháng 6 năm 2006  | Westfalenstadion, Dortmund, Đức                              | Nhật Bản             | 1–1       | 4–1         | World Cup 2006                         |
| 61 | 95       | 22 tháng 6 năm 2006  | Westfalenstadion, Dortmund, Đức                              | Nhật Bản             | 4–1       | 4–1         | World Cup 2006                         |
| 62 | 96       | 27 tháng 6 năm 2006  | Westfalenstadion, Dortmund, Đức                              | Ghana                | 1–0       | 3–0         | World Cup 2006                         |

| Ngày                | Sân       | Đối thủ    | Số lượng | Phút thứ |
| ------------------- | --------- | ---------- | -------- | -------- |
| 16 tháng 6 năm 1998 | Nantes    | Maroc      | 1        | 9'       |
| 27 tháng 6 năm 1998 | Paris     | Chile      | 2        | 46'/70'  |
| 7 tháng 7 năm 1998  | Marseille | Hà Lan     | 1        | 46'      |
| 3 tháng 6 năm 2002  | Ulsan     | Thổ Nhĩ Kỳ | 1        | 50'      |
| 8 tháng 6 năm 2002  | Seogwipo  | Trung Quốc | 1        | 55'      |
| 13 tháng 6 năm 2002 | Suwon     | Costa Rica | 2        | 10'/13'  |
| 17 tháng 6 năm 2002 | Kobe      | Bỉ         | 1        | 87'      |
| 25 tháng 6 năm 2002 | Saitama   | Thổ Nhĩ Kỳ | 1        | 49'      |
| 30 tháng 6 năm 2002 | Yokohama  | Đức        | 2        | 67'/79'  |
| 22 tháng 6 năm 2006 | Dortmund  | Nhật Bản   | 2        | 45'/81'  |
| 27 tháng 6 năm 2006 | Dortmund  | Ghana      | 1        | 5'       |

## Hoạt động xã hội
Tuy nổi tiếng khắp thế giới nhưng Ronaldo không tham gia nhiều hoạt động xã hội. Hoạt động ý nghĩa nhất của anh có thể kể đến việc là "đại sứ thiện chí" trong Chương trình Phát triển Liên Hợp Quốc năm 2000 và tổ chức một chương trình từ thiện cho Israel và vùng Bờ Tây. Ngoài ra anh cũng đóng góp nhiều tiền vào quỹ cứu tế trẻ em 2 nước Palestine và Israel.

## Đời tư

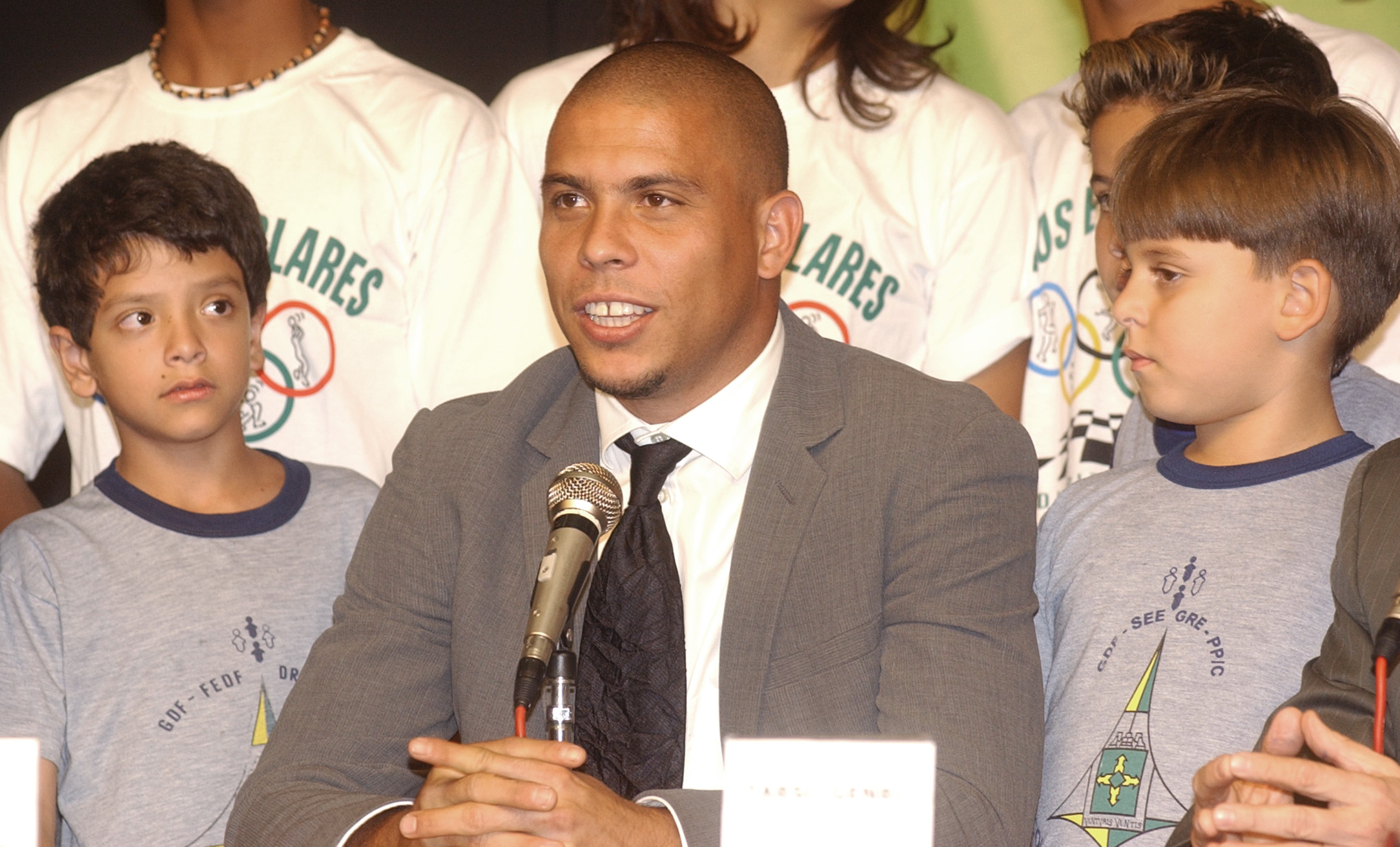
Ronaldo trong buổi meeting tại Bộ Giáo dục Brazil.

Năm 1997, Ronaldo gặp người mẫu kiêm diễn viên người Brazil Susana Werner trên trường quay telenovela Malhação của Brazil khi họ đóng cùng nhau trong ba tập phim. Mặc dù chưa bao giờ kết hôn nhưng họ đã bắt đầu mối quan hệ lâu dài và sống cùng nhau ở Milan cho đến đầu năm 1999.
Vào tháng 12 năm 1999, Ronaldo kết hôn với cầu thủ bóng đá người Brazil Milene Domingues, lúc đó cô đang mang thai đứa con trai đầu lòng của cặp đôi, Ronald, sinh ra ở Milan, vào ngày 6 tháng 4 năm 2000. Cuộc hôn nhân kéo dài bốn năm. Năm 2005, Ronaldo đính hôn với người mẫu Brazil và VJ MTV Daniela Cicarelli, người đã mang thai nhưng bị sảy thai; mối quan hệ chỉ kéo dài ba tháng sau đám cưới sang trọng của họ tại Château de Chantilly. Buổi lễ được cho là có chi phí £700.000 (€896.000).
Bất chấp sự nổi tiếng của anh - một cuộc thăm dò năm 2003 của Nike đã liệt kê anh ấy là vận động viên thể thao nổi tiếng nhất thế giới (và là người nổi tiếng thứ ba nói chung) - Ronaldo luôn bảo vệ quyền riêng tư của mình, kể cả với các đồng đội, nói trong một cuộc phỏng vấn với The Telegraph, "mỗi [cầu thủ] đều có cuộc sống riêng tư của anh ấy, và không ai nghĩ về cuộc sống riêng tư của người khác. Hay nói về nó.'' Đến năm 2003, anh ấy thông thạo tiếng Bồ Đào Nha, tiếng Tây Ban Nha và tiếng Ý, đồng thời hiểu rõ tiếng Anh.

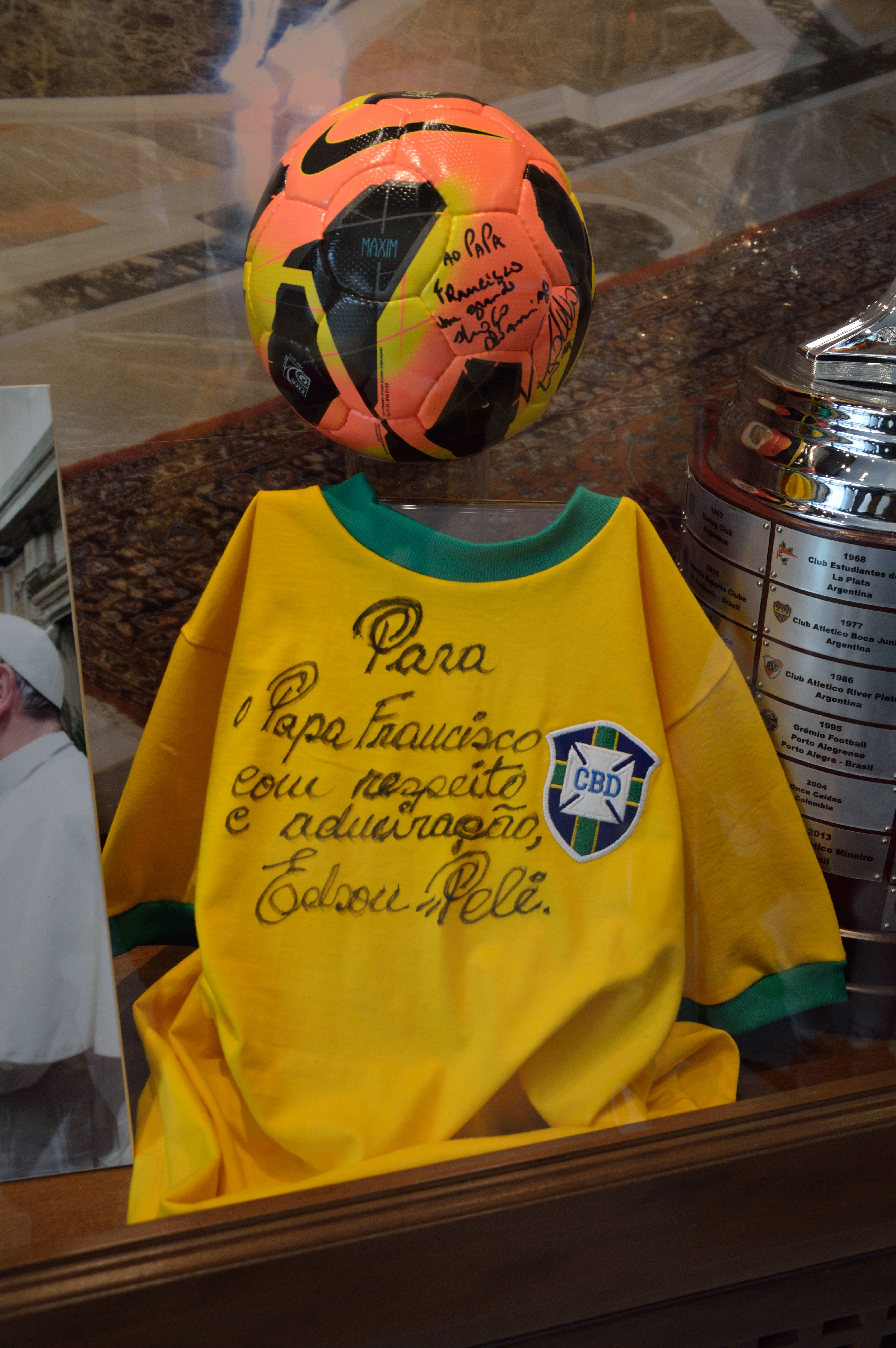
Là một người Công giáo sùng đạo, Ronaldo đã tặng một quả bóng đá có chữ ký cho Giáo hoàng Francis. Cùng với chiếc áo thi đấu có chữ ký của Brazil từ Pelé, nó được đặt tại một trong những Bảo tàng Vatican.

Trong một cuộc phỏng vấn năm 2005 với Folha de S.Paulo, Ronaldo tiết lộ rằng, hơi bất ngờ, anh xác định mình thuộc chủng tộc da trắng, tạo ra một cuộc trò chuyện rộng rãi hơn về vai trò phức tạp của chủng tộc ở Brazil. Cha của Ronaldo, Nelio Nazario, nói: "Anh ấy biết rõ mình là người da đen. Thực ra, vào thời điểm đó, tôi nghĩ đó là một triết lý nào đó, một điều gì đó có tác dụng như vậy. Bởi vì anh ấy biết mình là người da đen." bởi nhà di truyền học Sérgio Pena thuộc Viện Địa lý và Thống kê Brazil, hầu hết người Brazil thường có quan niệm sai lầm về nguồn gốc của họ. "Tổ tiên mẹ của người da trắng Brazil là một phần ba người châu Phi, một phần ba người Mỹ bản địa và một phần ba người châu Âu. Một cá nhân tự coi mình là người da trắng có thể có nhiều gốc Phi hơn về mặt di truyền so với một cá nhân tự coi mình là da nâu hoặc da đen."
Vào tháng 4 năm 2008, Ronaldo vướng vào một vụ bê bối liên quan đến ba gái mại dâm mà anh gặp trong một hộp đêm ở Rio de Janeiro. Ronaldo tuyên bố rằng khi phát hiện ra họ là nam giới hợp pháp, anh đã đề nghị cho họ 600 USD để rời đi. Một trong ba người đã cố gắng tống tiền Ronaldo, trong khi hai người còn lại thừa nhận đã nói dối về việc quan hệ tình dục với anh ấy. Lễ đính hôn của Ronaldo với Maria Beatriz Antony ngay lập tức bị tạm dừng, nhưng lại tiếp tục ngay sau đó và họ kết hôn cùng năm. Maria Beatriz Antony sinh con gái đầu lòng, đặt tên là Maria Sophia, ở Rio de Janeiro, vào ngày 24 tháng 12 năm 2008. Vào tháng 4 năm 2009, gia đình chuyển đến một căn hộ penthouse mới ở São Paulo. Vào ngày 6 tháng 4 năm 2010, Maria Beatriz Antony sinh con gái thứ hai. Cô gái sinh ra ở São Paulo, tên là Maria Alice, và được sinh ra đúng 10 năm sau anh trai cô là Ronald.
Vào tháng 12 năm 2010, Ronaldo và gia đình chuyển đến một biệt thự mới ở São Paulo. Cũng trong tháng 12, Ronaldo đã làm xét nghiệm quan hệ cha con và được xác nhận là cha của một cậu bé tên Alexander, sinh vào tháng 4 năm 2005. Cậu bé chào đời sau mối quan hệ ngắn ngủi giữa Ronaldo và Michele Umezu, một cô hầu bàn người Brazil mà Ronaldo gặp lần đầu ở Tokyo. vào năm 2002. Sau khi xác nhận đứa con thứ tư, Ronaldo tuyên bố vào ngày 6 tháng 12 năm 2010 rằng anh đã thắt ống dẫn tinh, cảm thấy rằng có bốn đứa con là đủ. Ronaldo và Maria Beatriz Antony ly hôn vào năm 2012.
Trong cuộc phỏng vấn năm 2011 với BBC, đồng đội cũ ở Real Madrid, Steve McManaman đã nói về tính cách của Ronaldo. "Anh ấy có thể vào một nhà hàng, và tôi có thể vào cùng anh ấy, và bạn không chỉ ở đó với những người bạn thân. Anh ấy mời tất cả mọi người. Bạn ngồi cùng bàn với anh ấy và sẽ có một thẩm phán ngồi đối diện nói chuyện." cho một chính trị gia có người ngoài đường đang lắng nghe. Vì vậy, anh ấy có một bầu không khí tuyệt vời, nơi mọi người đều muốn tham gia cùng anh ấy. Đôi khi có 20 đến 30 người ngồi trong bữa ăn với anh ấy. Anh ấy là một người tuyệt vời. Mọi người đều như vậy. thứ hai là, bất kể anh ấy chơi cho câu lạc bộ nào."

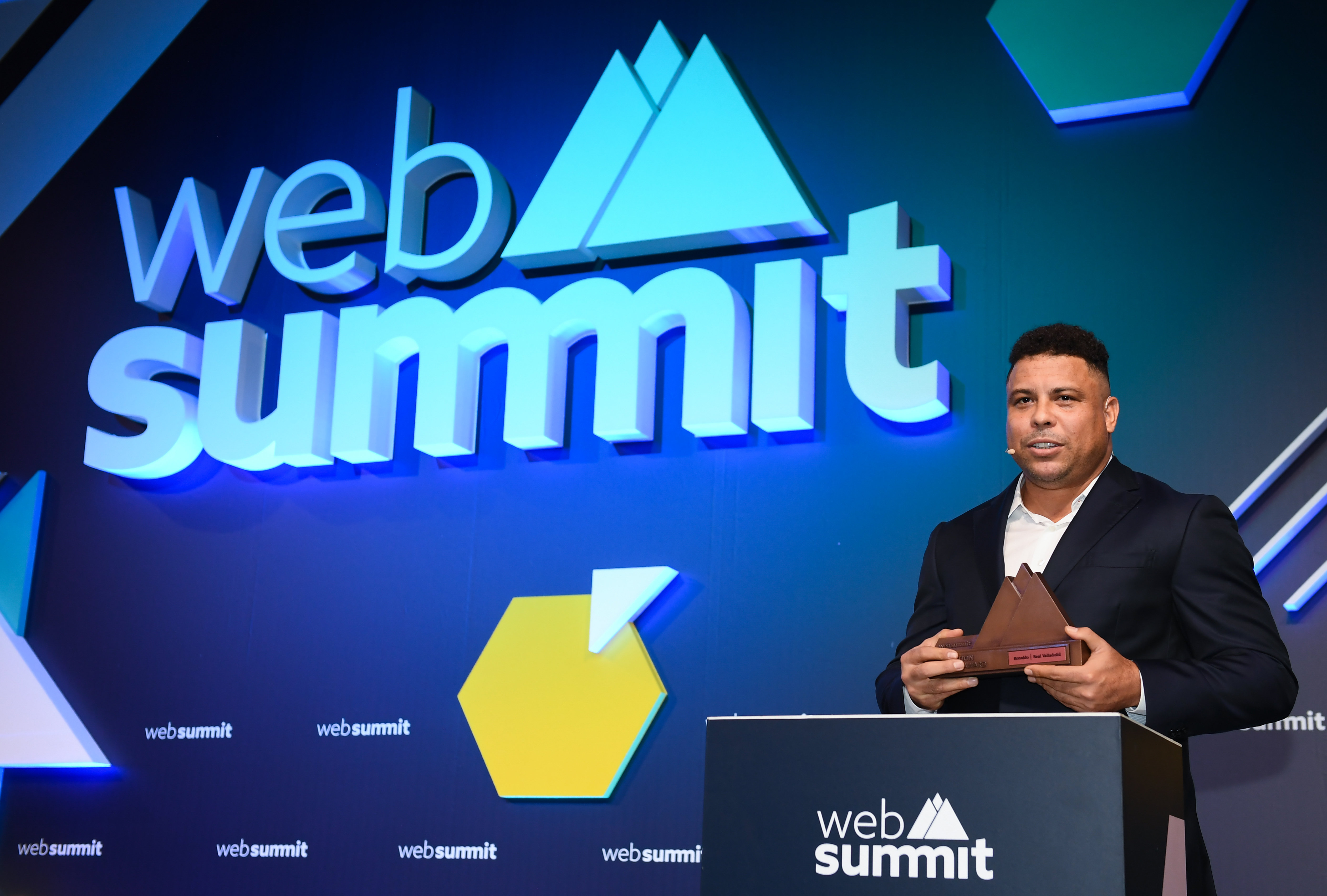
Ronaldo với Giải thưởng Sáng tạo trong Thể thao tại Web Summit 2019.

Ronaldo là đồng sở hữu của Đội A1 Brazil, cùng với cựu tay đua F1 Emerson Fittipaldi. Ronaldo đồng sở hữu công ty tiếp thị thể thao 9INE, cùng với bạn của anh, võ sĩ tổng hợp Anderson Silva, một trong những khách hàng của anh. Là một tay chơi poker giỏi, vào tháng 4 năm 2013, Ronaldo đã trở thành thành viên của PokerStars SportStar, và vào năm 2014, anh đã chơi một giải đấu poker từ thiện với ngôi sao quần vợt Rafael Nadal. Vào ngày 11 tháng 12 năm 2014, Ronaldo trở thành chủ sở hữu thiểu số của Fort Lauderdale Strikers của Giải bóng đá Bắc Mỹ. Năm 2015, Ronaldo đã mở tám chi nhánh mới của trường bóng đá trẻ của mình – Học viện Ronaldo – tại Trung Quốc, Mỹ và Brazil, với 100 chi nhánh dự kiến sẽ được mở trên toàn thế giới vào năm 2020. Năm 2017, con trai của Ronaldo, Ronald, được chọn vào đội bóng đá trẻ đại diện cho Brazil tại Maccabiah Games 2017. Maccabiah được mô tả là "Thế vận hội của người Do Thái"; Ronald không phải là người Do Thái, nhưng một số quốc gia tham gia có những quy định thoải mái hơn về tư cách hợp lệ và Ronald là thành viên của một câu lạc bộ bóng đá Do Thái.
Vào tháng 1 năm 2023, Ronaldo tuyên bố đính hôn lần thứ năm với người mẫu và nữ doanh nhân Celina Locks.

## Thành tựu

### Danh hiệu cá nhân
- Cầu thủ xuất sắc nhất thế giới của FIFA do các huấn luyện viên trưởng đội tuyển quốc gia bầu chọn các năm 1996 (trẻ nhất), 1997, 2002, Á quân giải này năm 1998, hạng 3 giải này năm 2003
- Quả bóng vàng châu Âu các năm 1997 và 2002, Quả bóng bạc năm 1996, Quả bóng đồng năm 1998.
- Cầu thủ hay nhất thế giới các năm 1997 và 2002 do tạp chí Onze Mondial Pháp trao tặng.
- Cầu thủ hay nhất thế giới các năm 1996, 1997 và 2002 do tạp chí World Soccer trao tặng.
- Quả bóng bạc châu âu 1996
- Quả bóng đồng châu âu 1998
- Vua phá lưới giải vô địch Hà Lan: 1994-1995
- Chiếc giày vàng châu Âu: 1997
- Cầu thủ xuất sắc nhất Copa America 1997
- Chiếc giày bạc Copa America 1997
- Cầu thủ xuất sắc nhất UEFA: 1998
- Quả bóng vàng World Cup 1998
- Chiếc giày đồng (4 bàn thắng, 4 đường chuyền quyết định) World Cup 1998
- Vua phá lưới Copa America 1999
- Quả bóng bạc World Cup 2002
- Chiếc giày vàng World Cup 2002
- Cầu thủ trong năm: 2002
- Vua phá lưới La Liga: 1996-1997 và 2003-2004
- Chiếc giày vàng: 2006
- Chiếc giày đồng (3 bàn thắng, 2 đường chuyền quyết định) World Cup 2006
- Cầu thủ ghi bàn nhiều thứ 2 trong các kỳ World Cup: 15 bàn sau 19 trận, 4 kỳ (1994, 1998, 2002, 2006), sau tiền đạo Miroslav Klose của đội tuyển Đức.

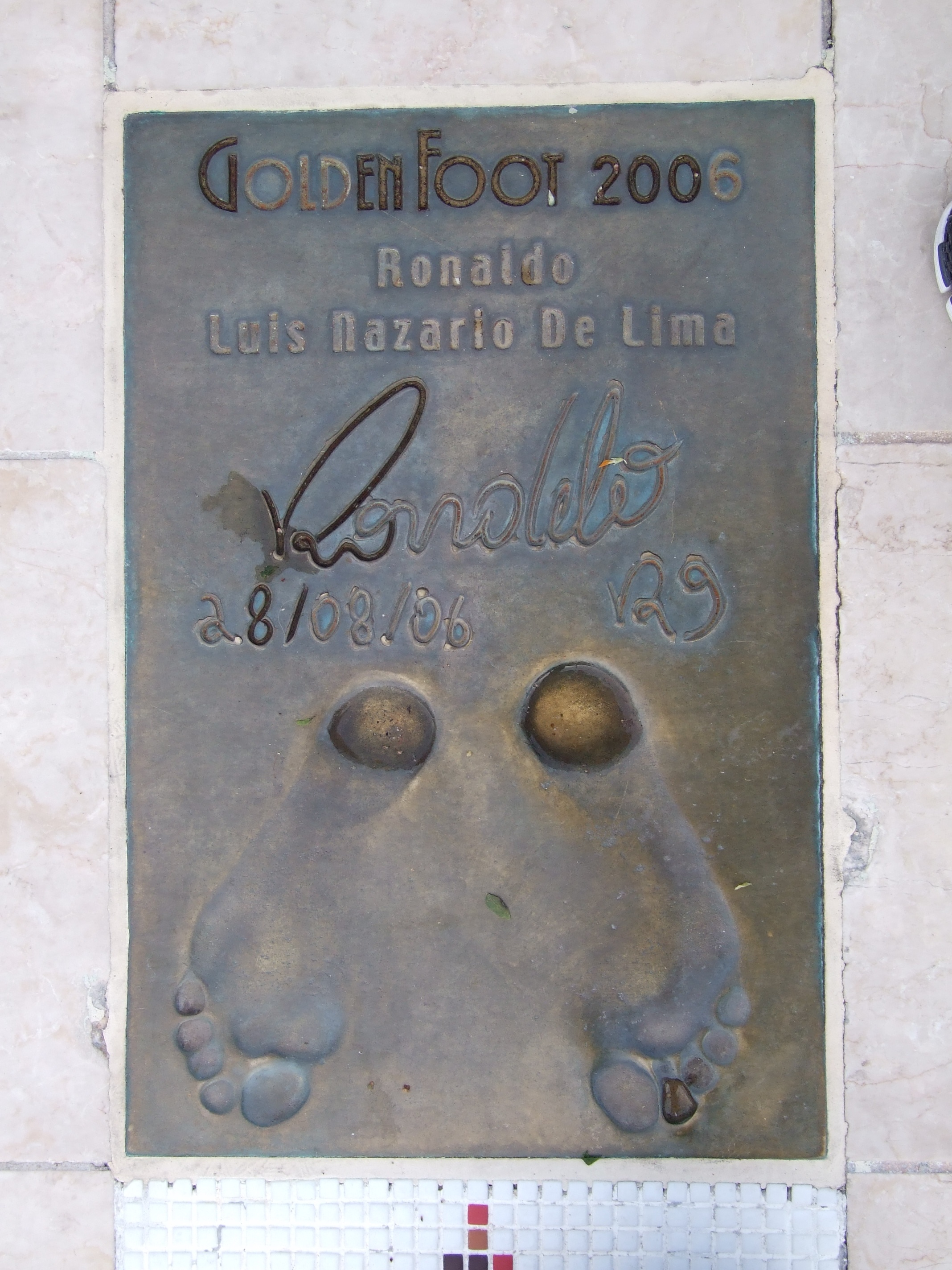
Giải thưởng Bàn chân vàng của Ronaldo tại "The Champions Promenade" trên bờ biển của Công quốc Monaco

### Danh hiệu cùng đội tuyển quốc gia Brasil
- 2 chức vô địch World Cup 1994 và 2002
- hạng nhì World Cup 1998.
- hạng nhì Copa America 1995
- 2 chức vô địch Copa America 1997 và 1999
- Chức vô địch Fifa confederations cup 1997

### Danh hiệu cấp câu lạc bộ
- Brazilian Cup 1993: Cruzeiro
- Dutch Cup 1996: PSV Eindhoven
- Siêu cúp Tây Ban Nha 1996: Barcelona
- Cúp nhà vua Tây Ban Nha 1997: Barcelona
- Cup Winners'Cup(cúp C2 châu Âu)1997: Barcelona
- UEFA Cup 1998: Inter Milan
- Vô địch thế giới cấp Câu lạc bộ 2002: Real Madrid
- Siêu cúp châu Âu 2002: Real Madrid
- Vô địch La Liga 2002/2003: Real Madrid
- Siêu cúp Tây Ban Nha 2003: Real Madrid
- Paulista 2009: Corinthians
- Brazilian Cup 2009: Corinthians

## Nhận xét
- Zinedine Zidane (trả lời cho câu hỏi "Ai là cầu thủ giỏi nhất mà anh từng chơi cùng?" của phóng viên): "Ronaldo, nếu chơi đúng phong độ, cậu ấy là một cầu thủ ngoại hạng. Dù sự nghiệp của Ronaldo có nhiều thăng trầm vì chấn thương và cả những lý do ngoài sân cỏ, tôi vẫn ấn tượng trước những gì cậu ấy làm được.Thoạt nhìn qua, kỹ thuật cá nhân của cậu ấy không có gì đặc biệt nhưng thực thế là Ronaldo có thể làm được tất cả những gì cậu ấy muốn với trái bóng. Đó là tài năng thiên phú mà không phải ai cũng may mắn có được. Ngoài ra, Ronaldo còn là một tay săn bàn vĩ đại, bóng đá ngày nay rất khó tìm được một cầu thủ như cậu ấy. "
- Paolo Maldini: "Tôi thấy đối đầu với anh ấy khó hơn với Maradona!"
- Laurent Blanc: "Ronaldo như một quả bóng bàn, không thể kiểm soát nổi!"
- Gary Lineker: "Ronaldo có thể trở thành một điều gì đó rất đặc biệt. Tốc độ chạy của cậu ấy với bóng trong chân là hình ảnh tôi chưa từng thấy, rất khác. Chơi bóng như thế cậu ấy có thể ghi bàn từ con số không."
- Ricardo Kaka: "Ronaldo không bị thay thế bởi ai cả, anh ấy là số 1."
- Raúl González: "Tôi cố phân tích Ronaldo để tìm cách học hỏi cậu ấy. Cậu ấy có 1 tốc độ siêu hạng, có sức bùng nổ để bỏ rơi dễ dàng mọi hậu vệ, đó là những gì gây ấn tượng nơi tôi nhất. Thêm vào đó yếu tố kỹ thuật, quả đơn giản là tôi không ngang tầm với Ronaldo."
- Fabio Capello: "Điều tôi muốn nói bây giờ là: tôi luôn coi Ronaldo là cầu thủ giỏi nhất mà mình từng dẫn dắt. Thậm chí tôi thấy cậu ấy còn tuyệt hơn cả Marco Van Basten[223]."
- Leonardo:

"Ronaldo ở cùng đẳng cấp với Pele và Maradona. Tôi cũng cho rằng anh ấy là tiền đạo xuất chúng nhất trong lịch sử bóng đá. Messi đã đạt tới mức vĩ đại nhưng đối với tôi, sau Maradona và Pele chính là Ronaldo.."
- Carlos Alberto Parreira: "Chúng ta không nói về một cầu thủ thông thường, mà chúng ta đang nói về một trong những người xuất sắc nhất mà thế giới bóng đá từng biết. Ronaldo nằm trong top 5 cầu thủ vĩ đại nhất từ trước tới nay.."
- Ibrahimovic: "Không có ai xuất sắc hơn Ronaldo trong 15-20 năm qua. Nếu xem xét lại tôi không thấy có bất cứ ai có trình độ ngang bằng Ronaldo và Zidane. Tôi đã đối đầu với nhiều siêu sao khác nhưng với tôi, chỉ có một Ronaldo. Như Maradona đã nói, có rất nhiều vị Vua nhưng chỉ có duy nhất một Chúa, và đó là Ronaldo.."
- Rio Ferdinand: "Anh ấy là một trong những người xuất sắc nhất mà tôi từng biết đến. Anh ấy có thể sẽ còn làm được nhiều hơn nữa nếu như không phải đối mặt với các chấn thương. Tôi tin rằng Ronaldo sẽ là người xuất sắc nhất nếu như có được một trạng thái thể lực đảm bảo trong suốt sự nghiệp của anh ấy.Tôi chưa có nhiều cơ hội để tiếp xúc với Ronaldo nhưng với tư cách là một đồng nghiệp, tôi luôn cảm thấy ngưỡng mộ những gì mà anh ấy đã từng làm được. Đó là một tiền đạo tuyệt vời mà bóng đá thế giới tự hào đã sản sinh ra."
- Ronaldinho: "Ronaldo là một thần tượng lớn của tôi. Tôi rất buồn khi biết tin anh ấy giải nghệ. Thế giới bóng đá cần dành cho anh ấy những lời cảm ơn sâu sắc."
- Massimo Moratti: "Đó là tiền đạo hay nhất trong lịch sử. Tôi có sự tôn trọng và một tình cảm đặc biệt dành cho cậu ấy. Thật hãnh diện khi Ronaldo từng chơi cho Inter."
- Cesc Fabregas: "...Anh ấy là một huyền thoại với những chiến tích vĩ đại trong sự nghiệp. Với tôi, Ronaldo là cầu thủ xuất sắc nhất."
- Andres Iniesta: "Cảm ơn Ronaldo vì những gì anh ấy đã làm trong suốt những năm qua. Nhờ Ronaldo, rất nhiều cầu thủ trẻ có thêm động lực để phấn đấu. Anh ấy xứng đáng là một huyền thoại."
- Neymar: "Anh ấy là một thiên tài, một hiện tượng, một siêu sao. Thật khó để có thể thay thế anh ấy. Tôi ước sẽ đạt được một phần nhỏ những gì anh đấy đã làm."